# Extincția cuaternară

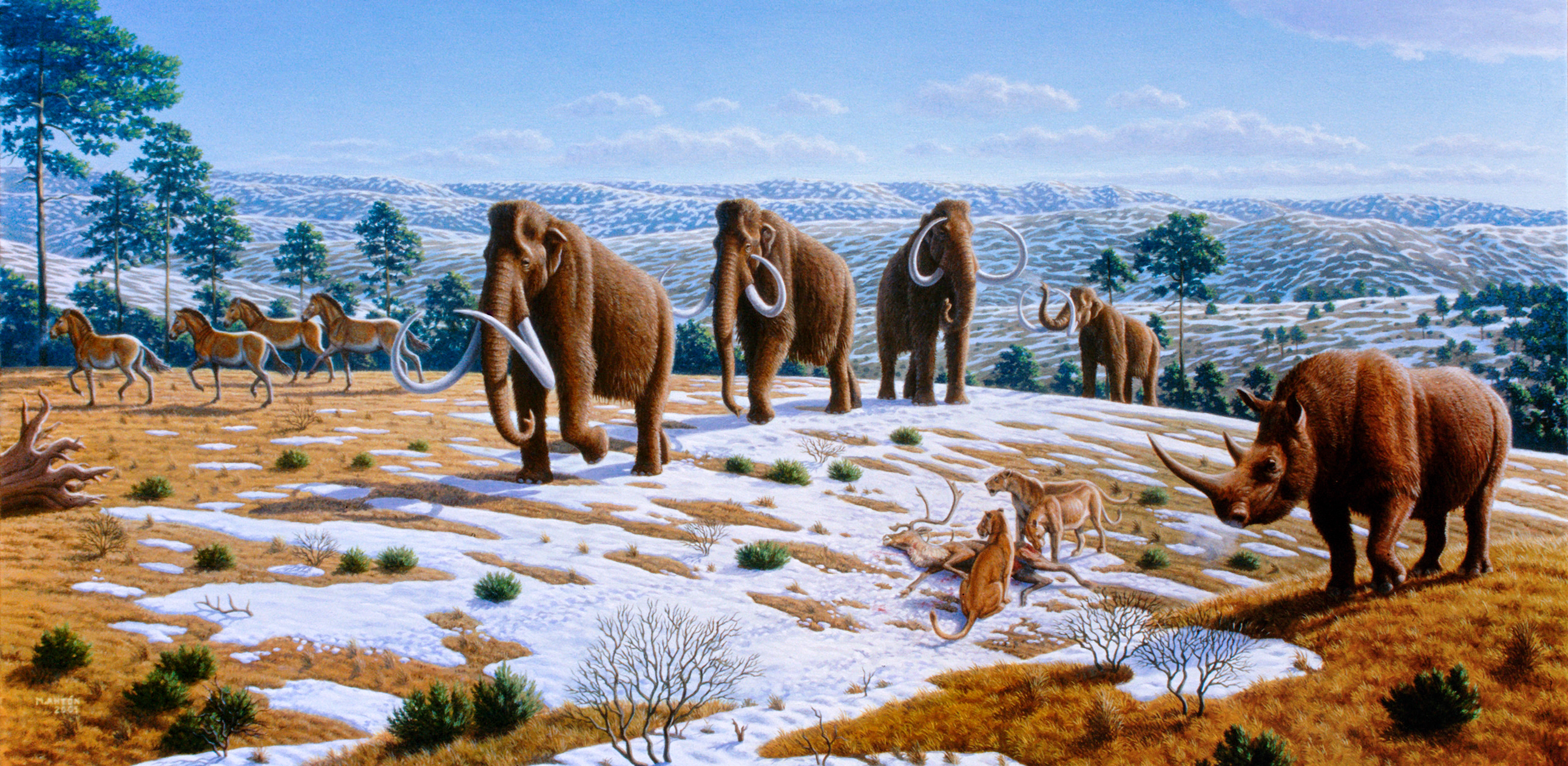
Peisaj din Pleistocenul Târziu în nordul Spaniei (de la stânga la dreapta: Equus ferus, Mammuthus primigenius, Rangifer tarandus, Panthera leo spelaea, Coelodonta antiquitatis)

Perioada Cuaternară (acum 2,5 milioane de ani în urmă) a fost martora extincției a numeroase specii, în special speciile din cadrul megafaunei, ceea ce a dus la o scădere a densității și diversității faunei precum și la dispariția speciilor cu un rol cheie în ecosistemele din întreaga lume. Această perioadă de extincție masivă din Pleistocenul târziu se diferențiază de extincțiile anterioare prin absența succesiunii ecologice care să înlocuiască speciile dispărute și prin modificarea relațiilor dintre speciile persistente și habitatele acestora. Primele victime ale acestui val de dispariție s-au înregistrat acum 130.000 de ani (începutul Pleistocenului târziu), însă marea majoritate a extincțiilor din Afro-Eurasia și din Americi au avut loc în timpul tranziției de la Pleistocen la epoca Holocenă (13.000 î.Hr. - 8.000 î.Hr.) Printre cauzele principale ale acestei extincții, paleontologii menționează, în general, răspândirea speciei umane și vânătoarea masivă a anumitor specii și schimbările climatice.
O prezență umană modernă notabilă a apărut pentru prima oară în timpul Pleistocenului mijlociu în Africa, și a început să stabilească populații continue și permanente în Eurasia și Australasia începând cu 120.000 î.Hr. și respectiv 63.000 î.Hr. și în Americi începând cu 22.000 î.Hr. Studiile recente au tendința să favorizeze teoria vânătorilor masive ale oamenilor în fața modificărilor climatice.

## Extincția din Pleistocen sau din Epoca de Gheață
Unul dintre primii oameni de știință care a atras atenția asupra extincția în masă a megafaunei a fost Alfred Russel Wallace, care în 1876 scria:
Trăim într-o lume sărăcită din punct de vedere biologic, o lume în care au dispărut formele de viață cele mai mari. Este într-adevăr un eveniment extraordinar și nu suficient de discutat, moartea multor mamifere mari, nu într-un singur loc, dar mai mult de jumătate din suprafața terestră.
Astăzi știm că ideea unei lumi incomplete vizate de Wallace în secolul XIX, într-un moment în care paleontologie era încă la început, a fost justificată. În ultimii 50.000 de ani - o perioadă d etimp imperceptibilă pe scara timpului geologic - planeta a pierdut o mare varietate de animale mari, inclusiv mamutul, mastodontul, rinocerul lânos, elefantul european, hipopotamul european, tigrul cu dinți sabie, leneșul-uriaș, bourul, leul marsupial, tarpanul, pasărea elefant, dinornithidae și tatu preistoric.
Aceste creaturi recent pierdute au reprezentat aproximativ 2/3 din megafaună: 97 din 150 de genuri de mamifere mari au dispărut acum 50.000 - 500 de ani în urmă. Având în vedere amploarea acestei extincții în masă a megafaunei și consecințele sale enorme pentru ecosistemele terestre, unii autori au descris extincția din Cuaternar o „revoluție preistorică“. Extincția a fost un proces care a durat mii de ani, megafauna a dispărut în diferite perioade în diferite părți ale planetei.
Au existat multe controverse asupra cauzei extincției cuaternare, în prezent existând două ipoteze principale:
- Animalele au murit din cauza schimbărilor climatice asociate cu avansarea și retragerea calotei glaciare.
- Animalele au fost exterminate de oameni: "ipoteza vânătorilor masive preistorice" (Martin, 1967).[17]

### Ipoteza schimbărilor climatice
Ipoteza că dispariția megafaunei a fost provocată de schimbările climatice a fost predominantă timp de aproape un secol după ce Wallace a atras atenția asupra decalajului ecologic. Cu toate acestea, atunci când analizăm extincțiile dintr-o perspectivă globală, ipoteza climatică nu este în măsură să explice principalele tipare ale evenimentului de extincție în masă a megafaunei din Cuaternar. Astfel, numeroase studii evidențiază în ultimul deceniu punctele slabe și inconsecvențele acestei teorii, subliniind următoarele:
- Ipoteza climatică nu explică marea asincronie regională a extincțiilor. Evenimentele climatice legate de ultimele cicluri glaciare au fost evenimente planetare care au afectat tot globul în același timp. Cu toate acestea, dispariția megafaunei a avut loc în perioade complet diferite în diferite părți ale lumii.[5]
- Au existat mai mult de 30 de cicluri glaciare în cadrul Pleistocenului cel puțin la fel de intense ca ultimul, dar fără nici o extincție în masă asociată înregistrării fosile.[18][19]
- Extincțiile din Oceania și insulele planetei nu au coincis cu vârfurile glaciare, nici cu schimbările ciclului glaciar, ci cu perioade climatice stabile.[20]
- Ipoteza climatică ar implica și dispariția a numeroase specii de plante, deoarece acestea sunt mai afectate de schimbările climatice decât animalele, însă nu a existat un val de extincții a florei în Cuaternarul Târziu.[5]
- Extincțiile au o selectivitate de dimensiuni fără precedent în înregistrarea fosilă, deoarece ele afectează aproape exclusiv speciile megafaunei. Cu toate acestea, studiile din ultimul deceniu dezvăluie că cele mai mici specii sunt cele mai vulnerabile și cele care dispăr într-o proporție mai mare în cazul tulburărilor de mediu cauzate de climă.[21]
- Fosilele arată o reducere drastică a vârstei maturității sexuale în perioada imediat anterioară extincției. Acest fenomen nu corespunde cu ceea ce se înregistrează în extincții din cauza factorilor climatici, ci a fost înregistrat la populațiile mamiferelor mari supuse unei presiuni cinegetice ridicate.[5]
- În cele din urmă, schimbările climatice nu pot explica de ce extincțiile au fost sistematic mai recente în insule, indiferent de latitudinea și longitudinea lor, decât pe continente, când, în fața schimbărilor climatice, se întâmplă contrariul: populațiile insulare, fără posibilități de emigrare ca cele continentale și cu un număr mult mai mic de exemplare și de fond genetic, trebuiau să dispară primele. Există numeroase cazuri, cum ar fi mamutul lânos din Wrangel și Saint Paul, mamutul pitic din Santa Rosa, elefanții și hipopotamii din insulele mediteraneene, leneșii din Antile și vaca de mare a lui Steller, când extincțiile între continente și insule au fost separate de mai multe mii de ani, și în aproape toate cazurile se pare că extincția acestora a coincis cu sosirea omului.[22][23][24][25][26][27][5]

### Ipoteza vânătorii excesive

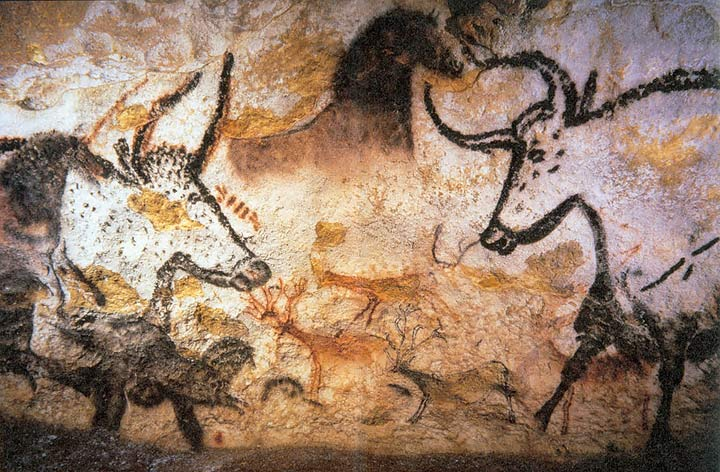
Bour, tarpan și cerb uriaș în Peștera din Lascaux, trei specii dispărute în urma extincției cuaternare

Ipoteza vânătorii excesive sugerează că oamenii au dus la dispariție ierbivorele mari prin vânătoare, ceea ce a provocat dispariția carnivorelor.
În urma studiilor statistice publicate începând cu 2012, rezultă o probabilitate tot mai puternică de cauzalitate între sosirea oamenilor și extincțiile masive ale megafaunei. În deceniul 2011-2020, ecologiștii au început să compare prin modele matematice probabilitatea ca dispariția megafaunei la nivelul genului sau la nivel regional să aibă cauze antropice, climatice sau ambele în același timp.

### Africa și Asia de sud
Africa sub-sahariană și Asia de sud nu au fost relativ afectate de extincția cuaternară, pierzând doar 16% din faună și megafaună. Acestea sunt singurele regiuni geografice care au păstrat o megafaună, cu animale care cântăresc peste 1000 kg. Pe alte continente, o astfel de megafaună s-a pierdut pentru totdeauna. Printre aceste animale se includ: elefantul african, elefantul asiatic, hipopotamul și diferiți rinoceri. Mamiferele mari care au pierit în Pleistocenul timpuriu și mijlociu din Africa și Asia de Sud includ, de exemplu, Deinotherium, Chalicothere, Sivatheriinae și diverse feline cu dinți sabie (Megantereon, Homotherium, Dinofelis). Dispariția felinelor cu dinți sabie în urmă cu aproximativ 1,5 milioane de ani în Africa se corelează puternic cu prima apariție a culturii Acheulean, astfel încât uneori se suspectează o legătură. 

### Megafauna care a dispărut în Africa și Asia în timpul Pleistocenului timpuriu și mijlociu

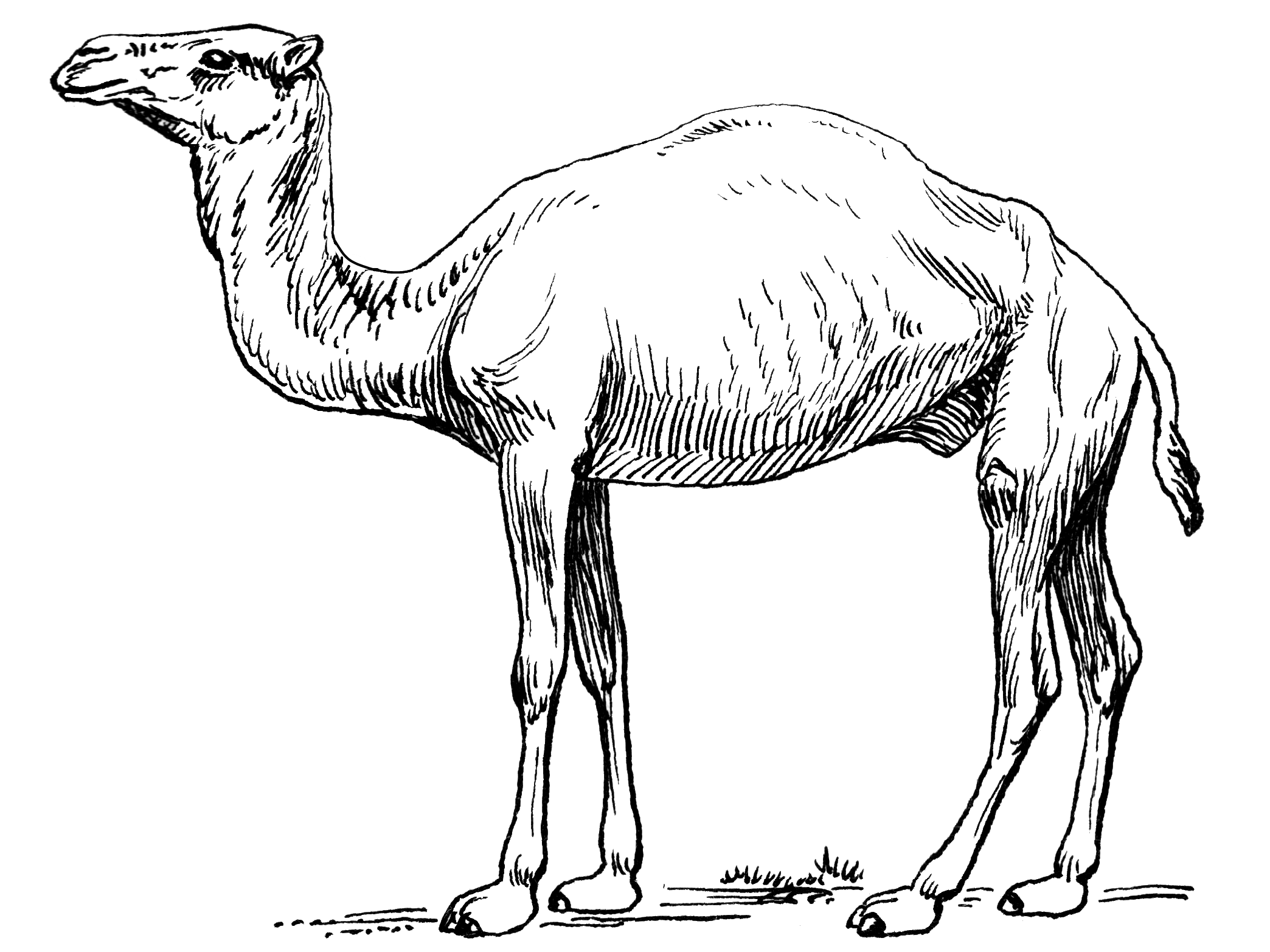
Paracamelus
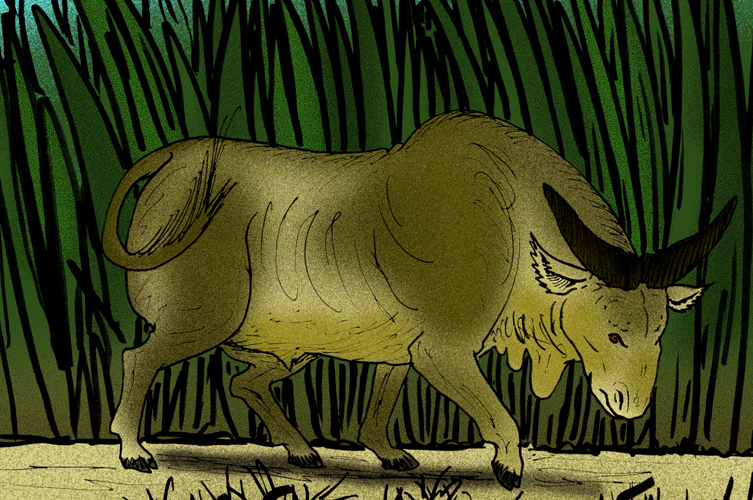
Makapania
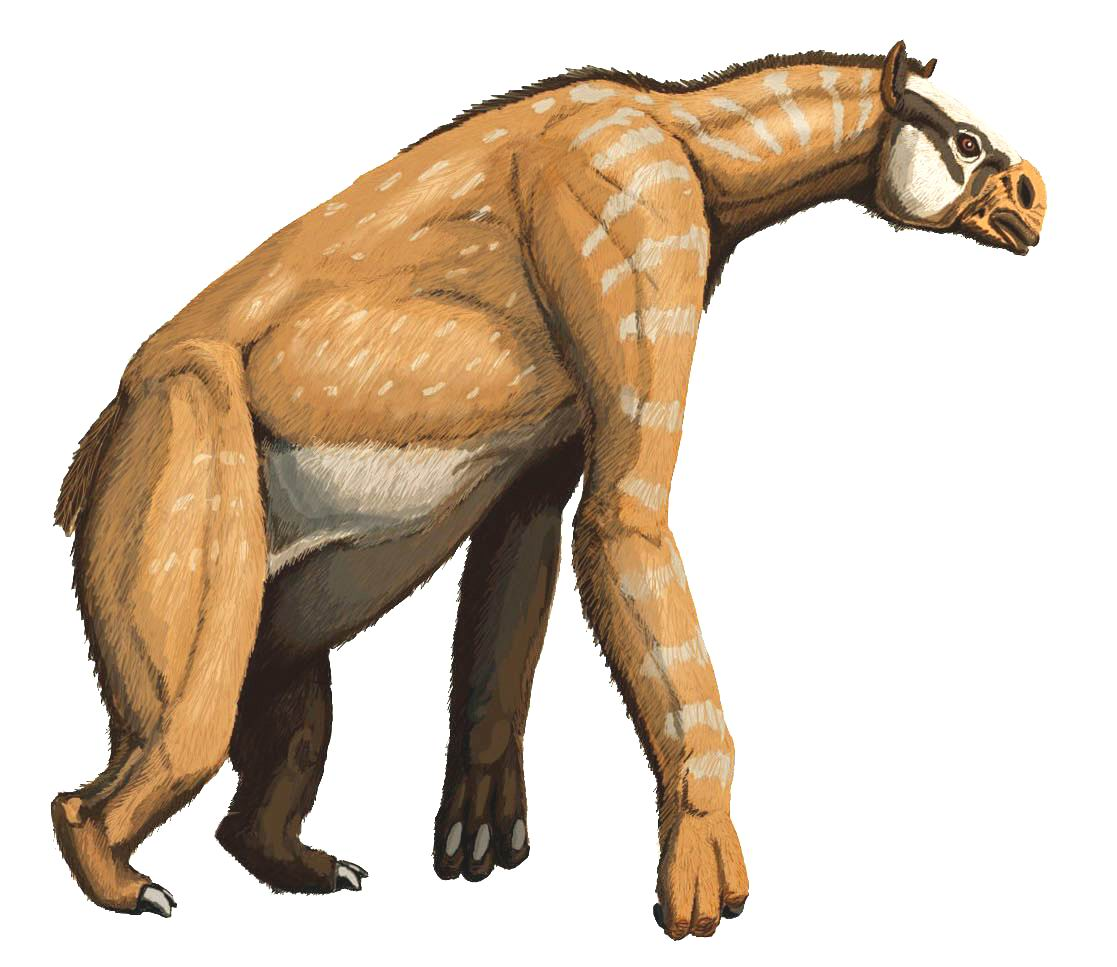
Chalicothere
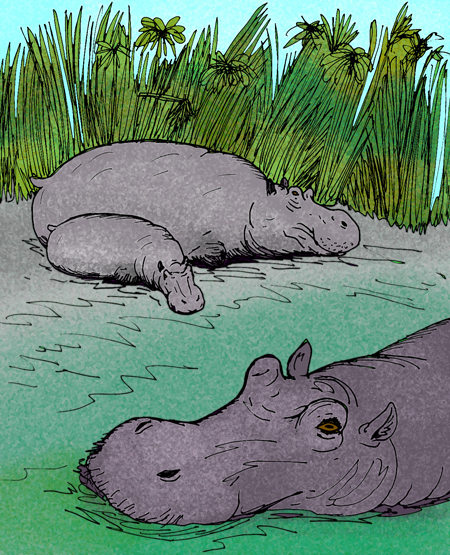
Hipopotam gigant
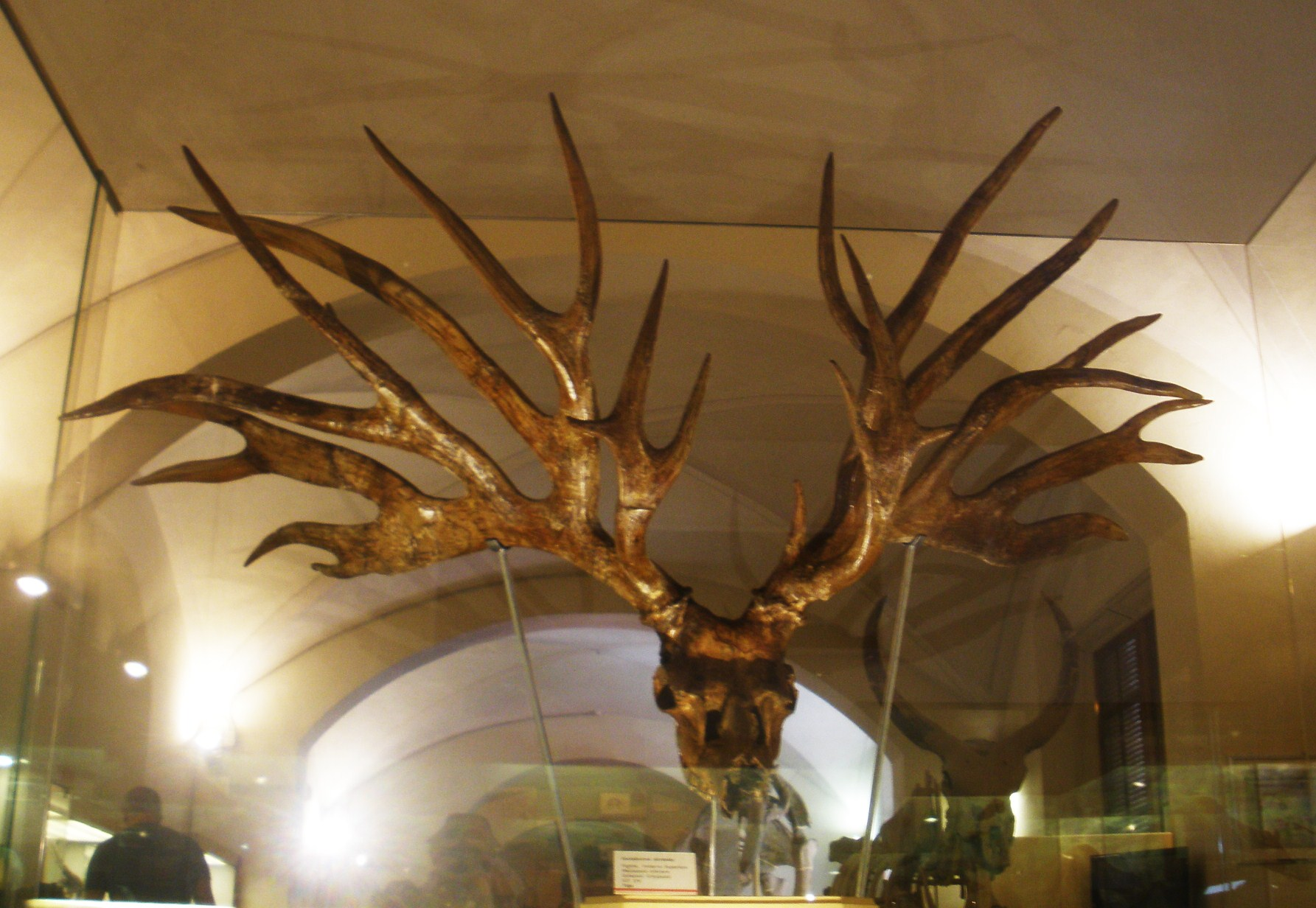
Eucladoceros
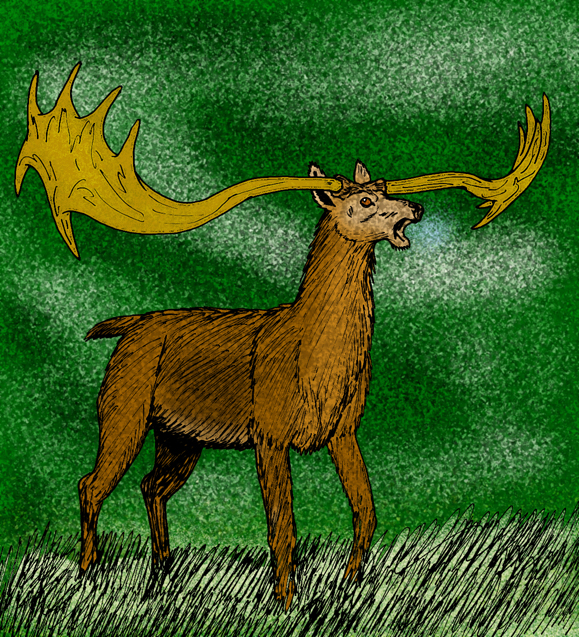
Libralces
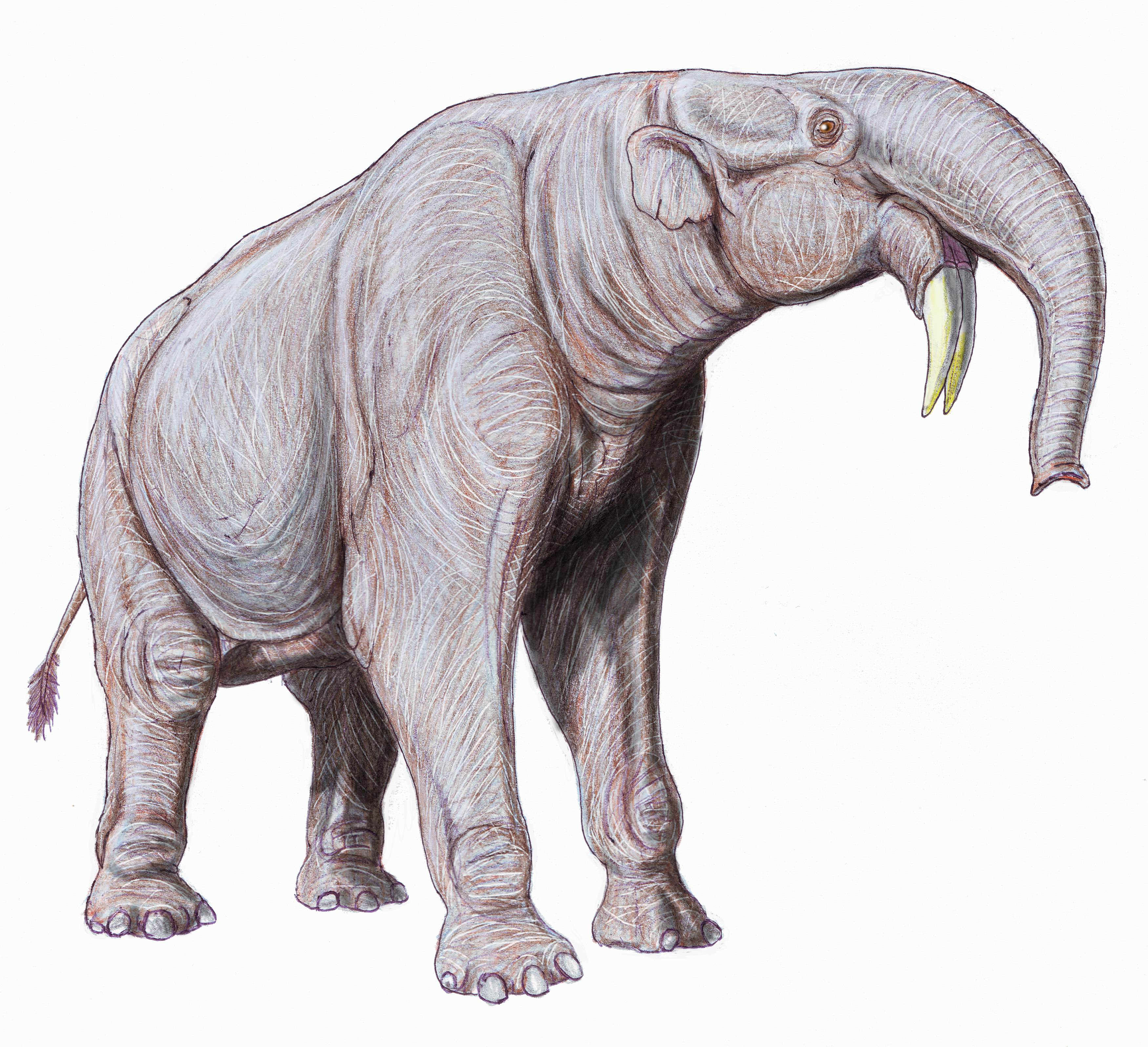
Deinotherium
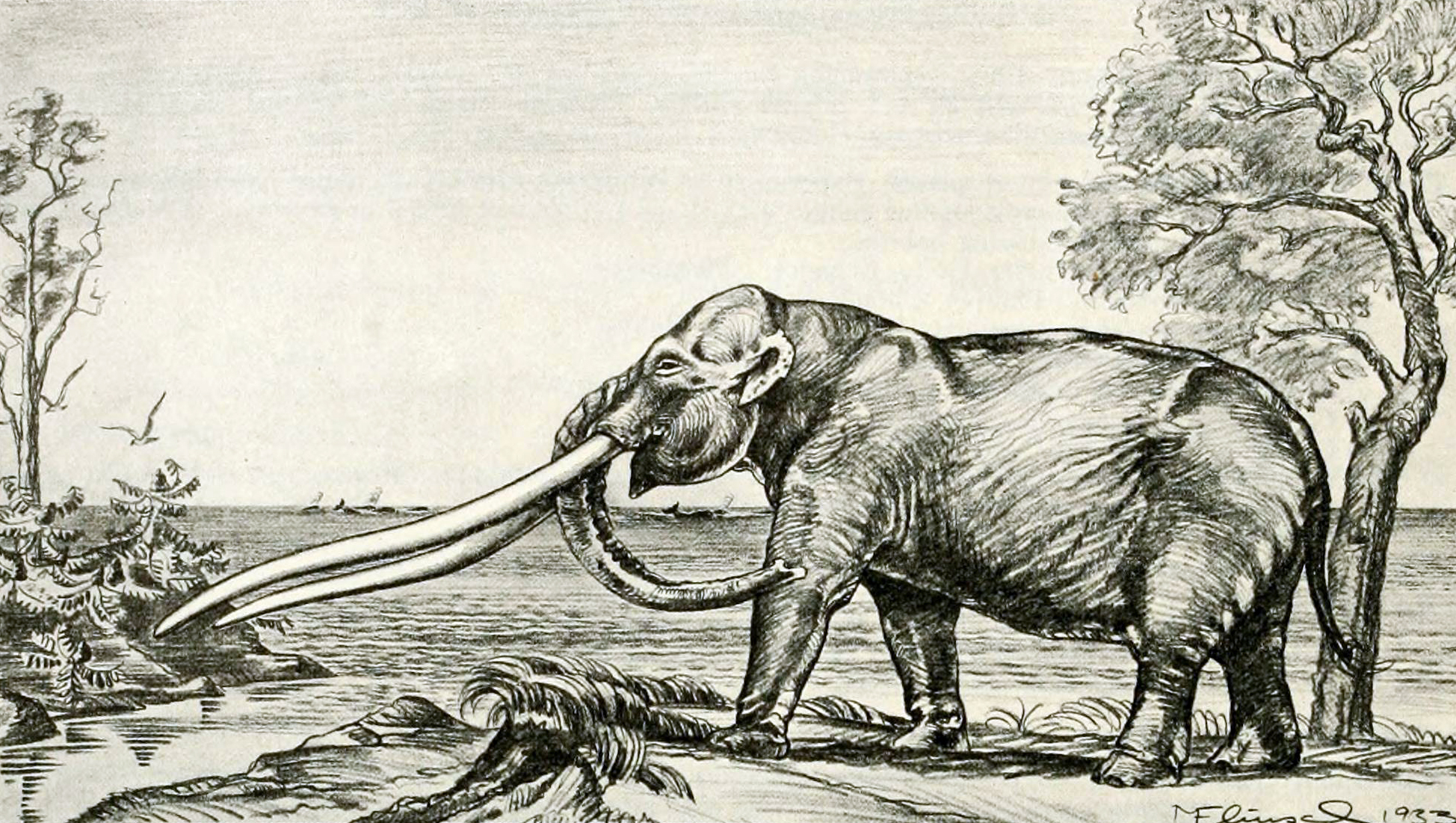
Anancus
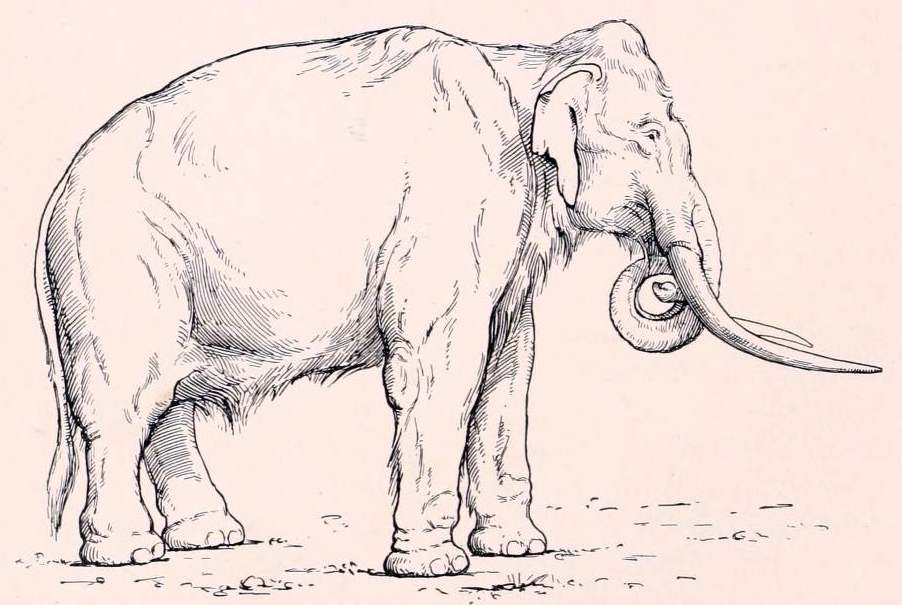
Mamut meridional
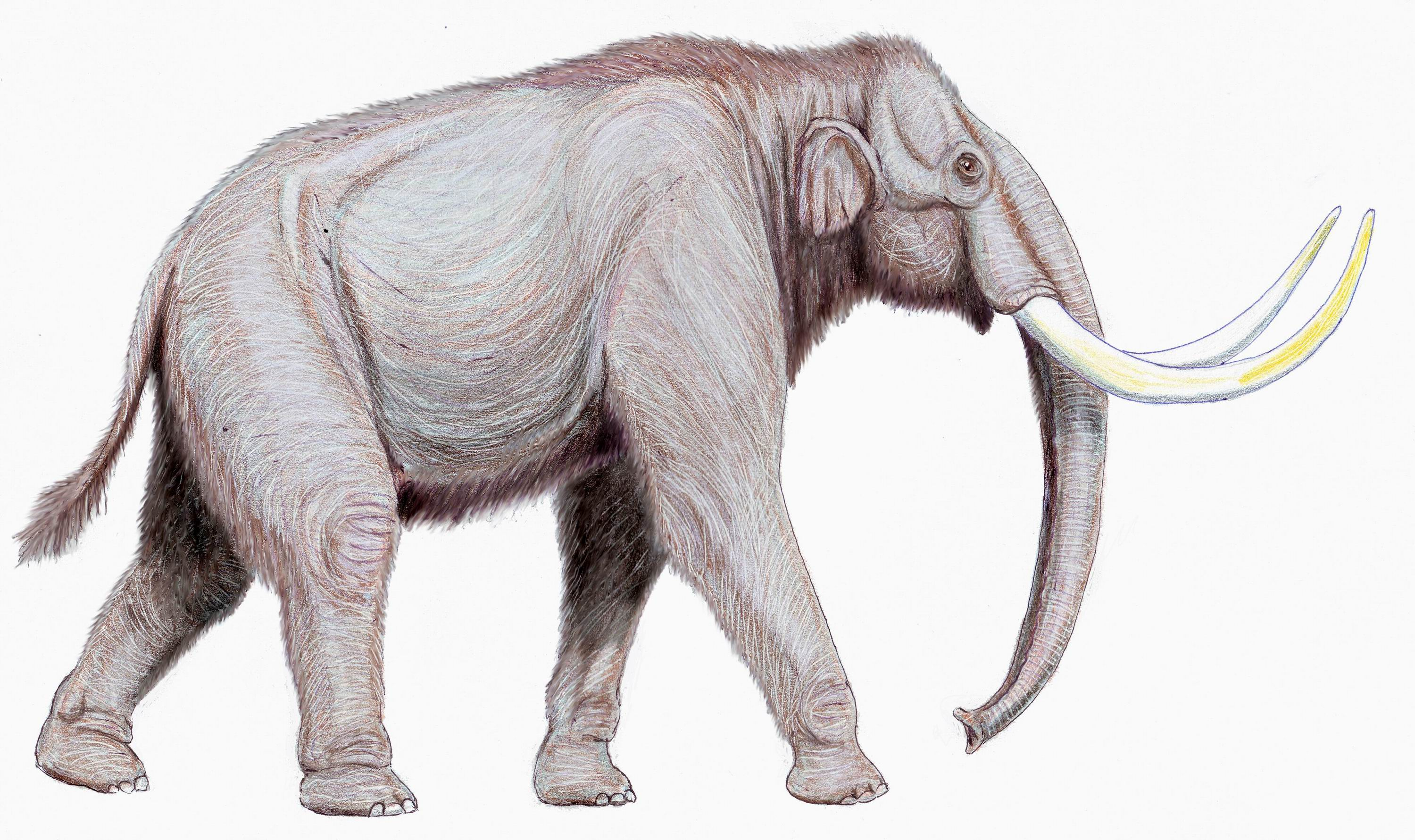
Mamut de stepă
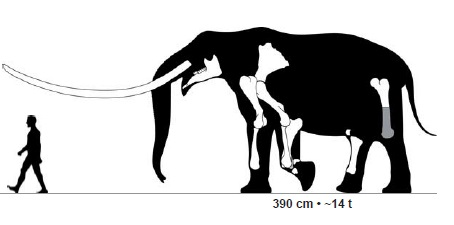
Zygolophodon
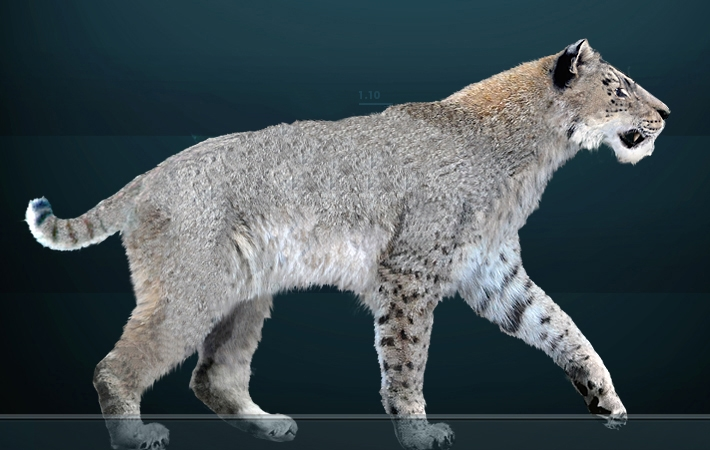
Homotherium
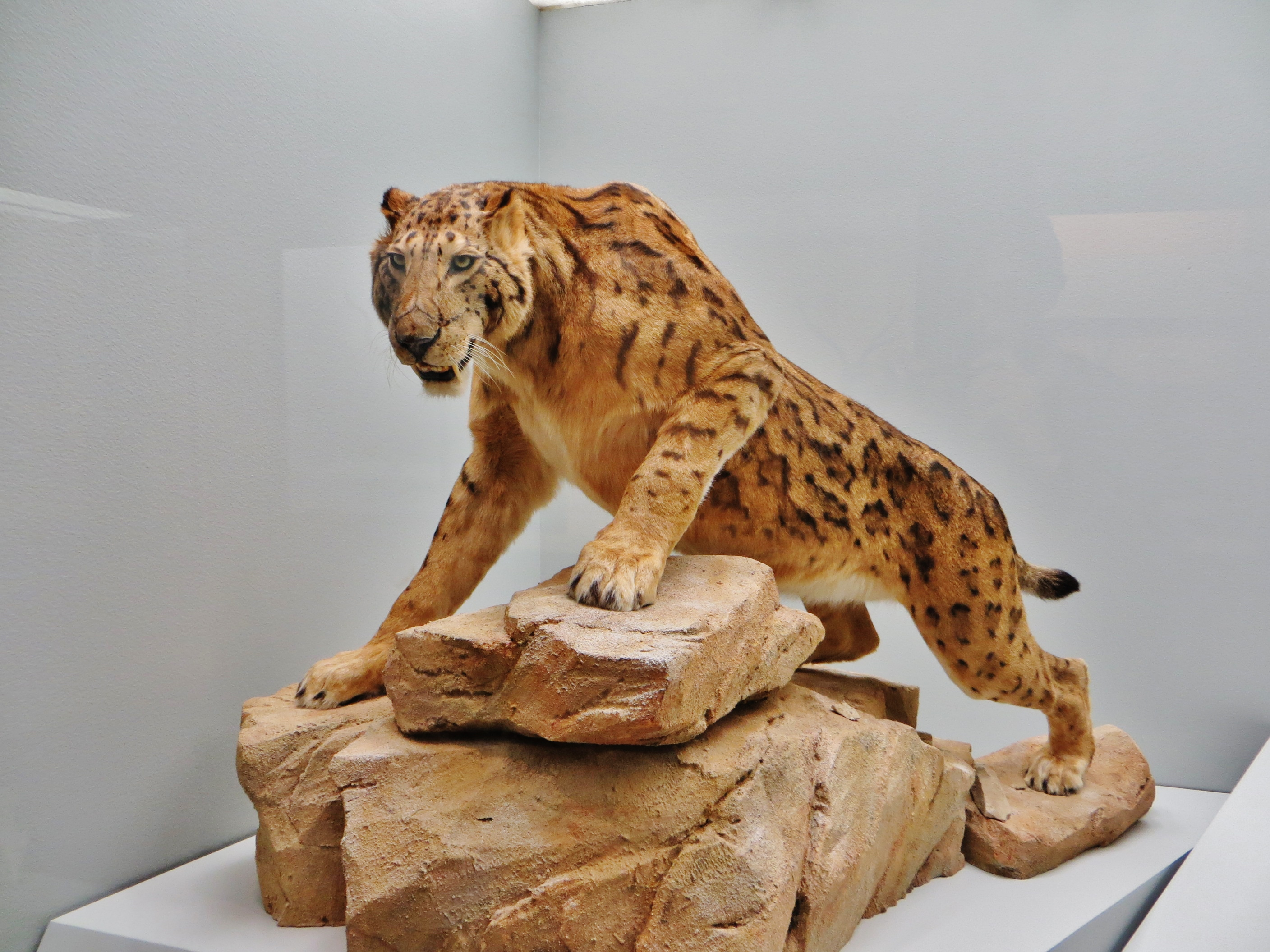
Machairodus
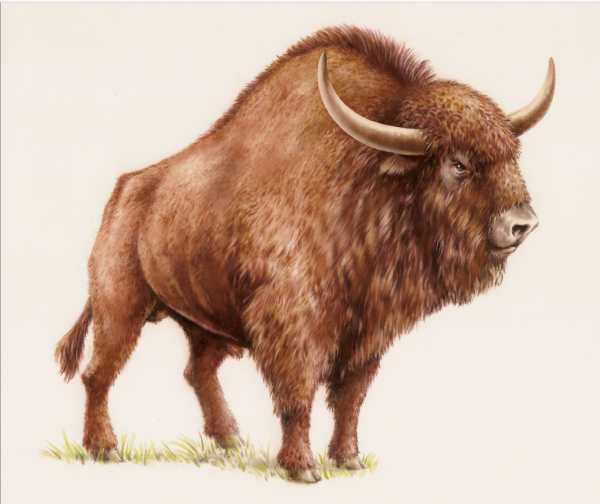
Bizon de stepă
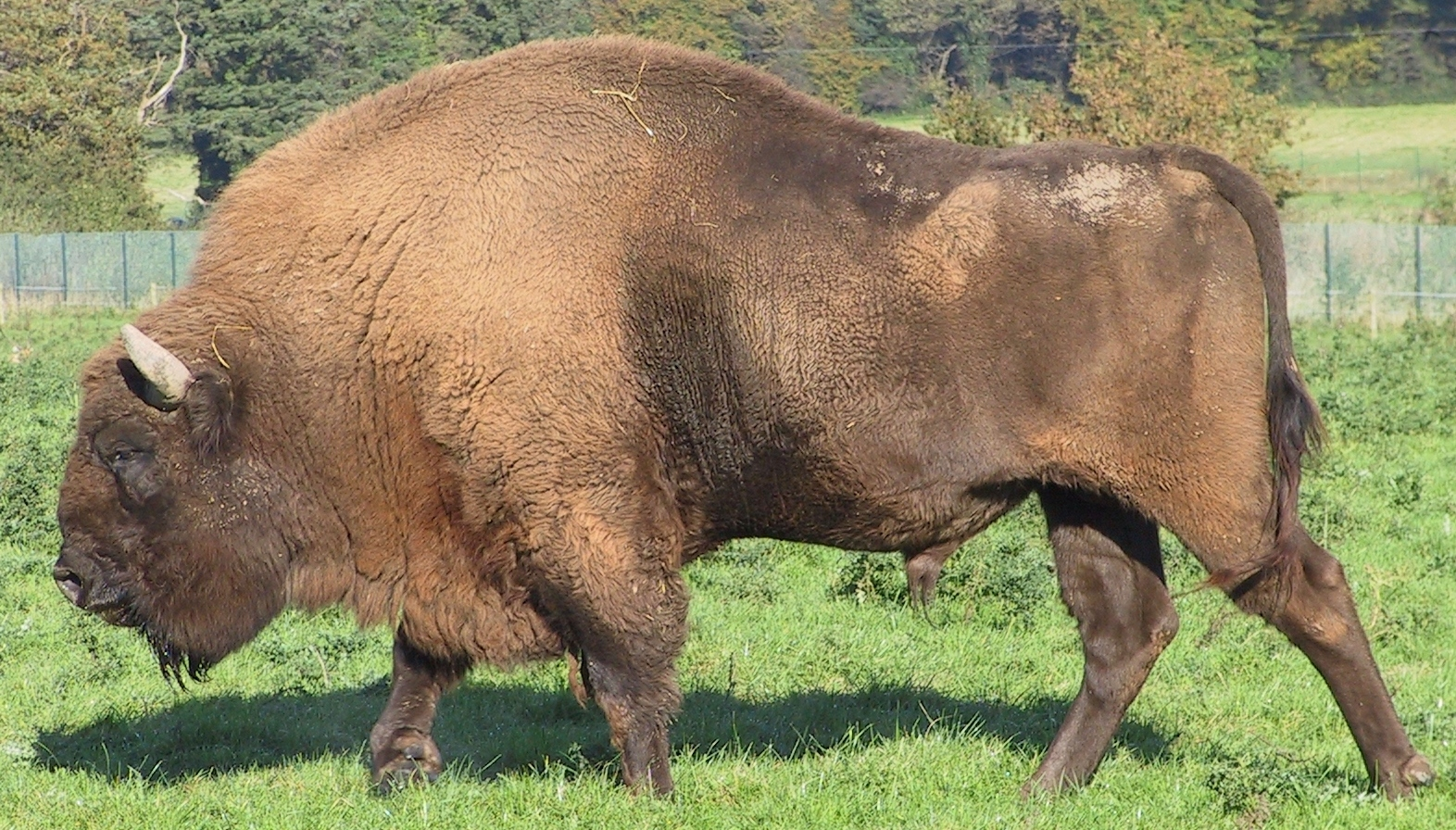
Bizon european
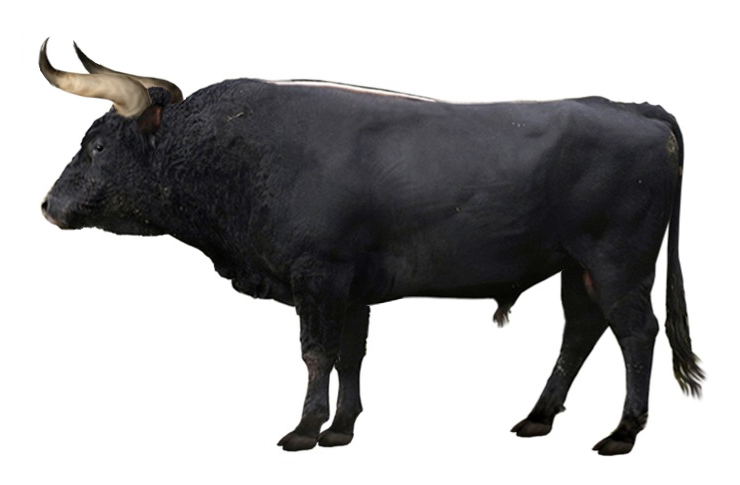
Bour
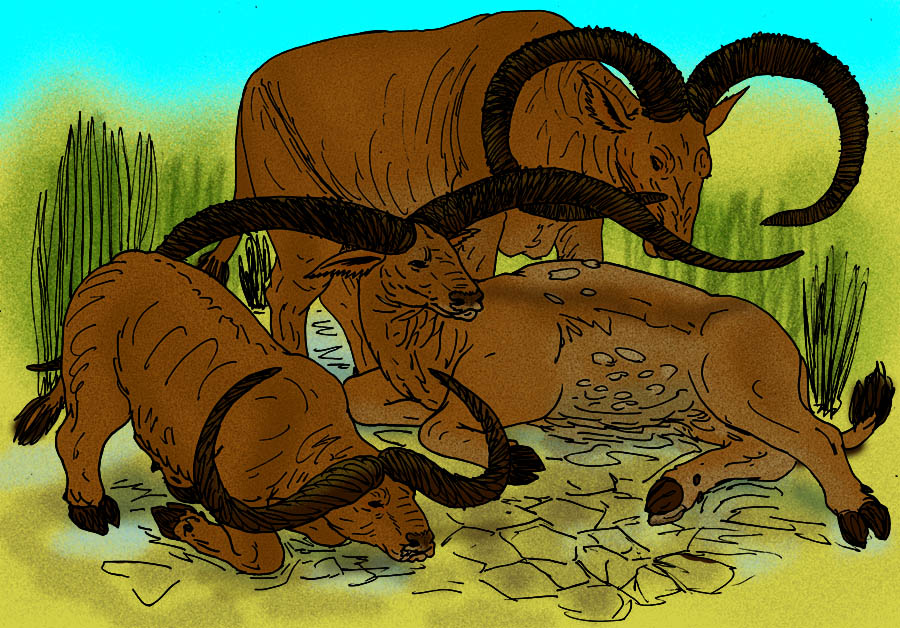
Pelorovis
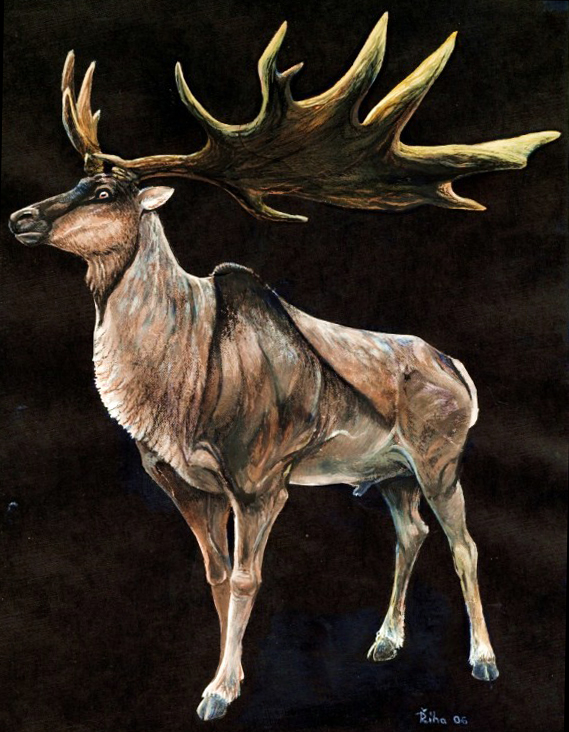
Megaloceros giganteus
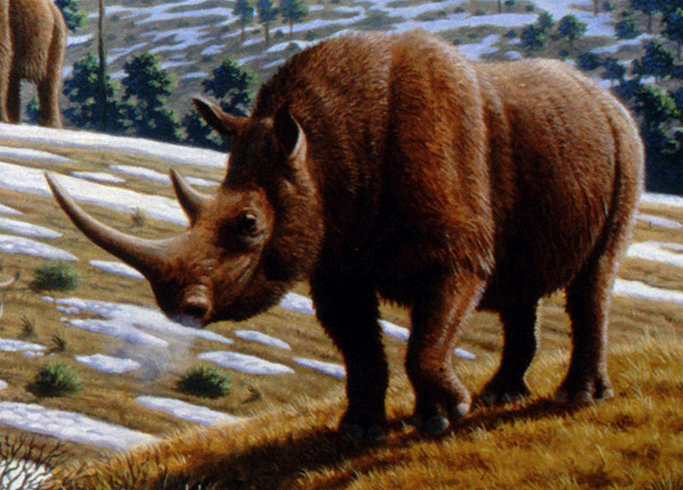
Rinocer lânos
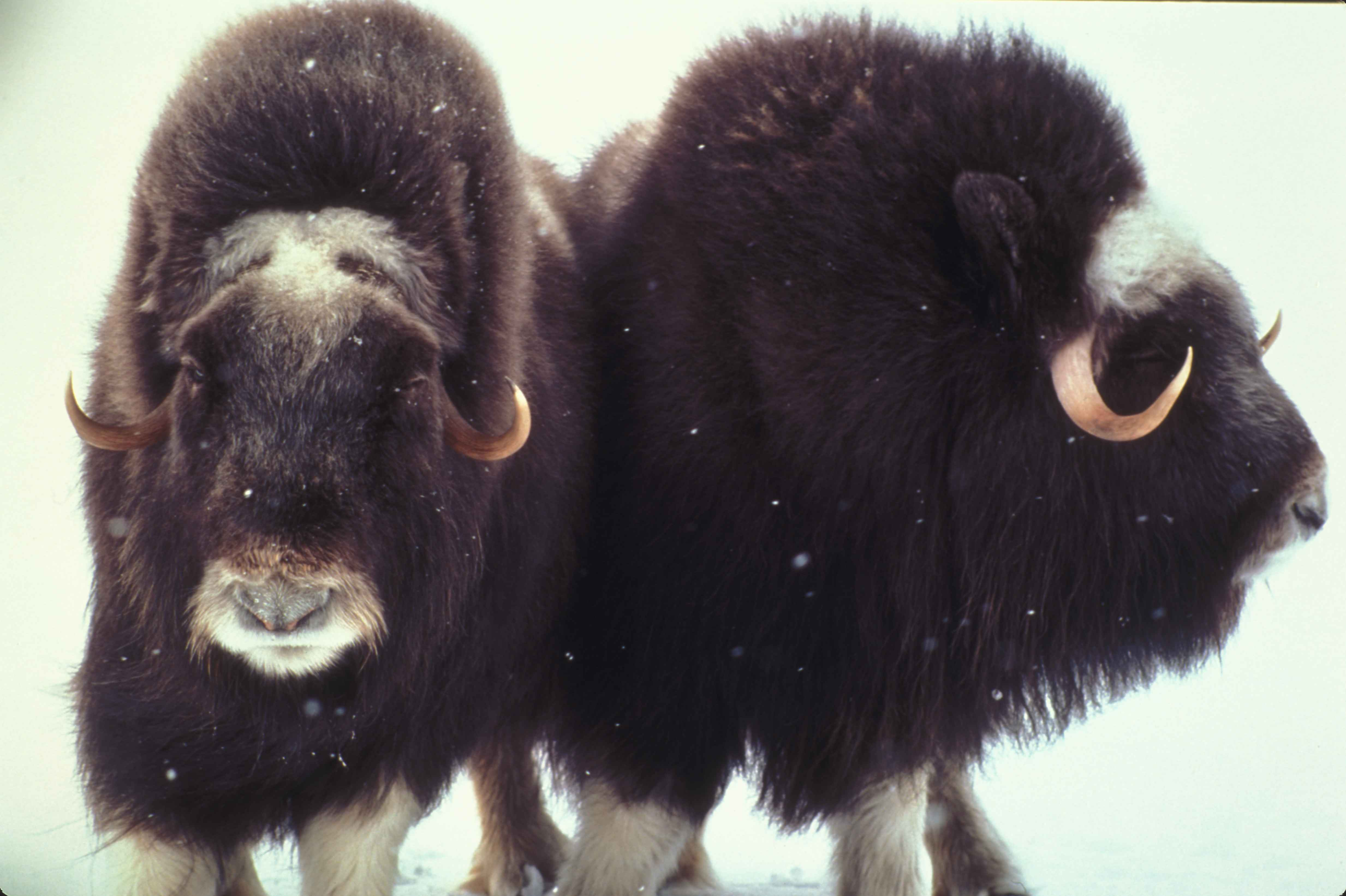
Bou moscat
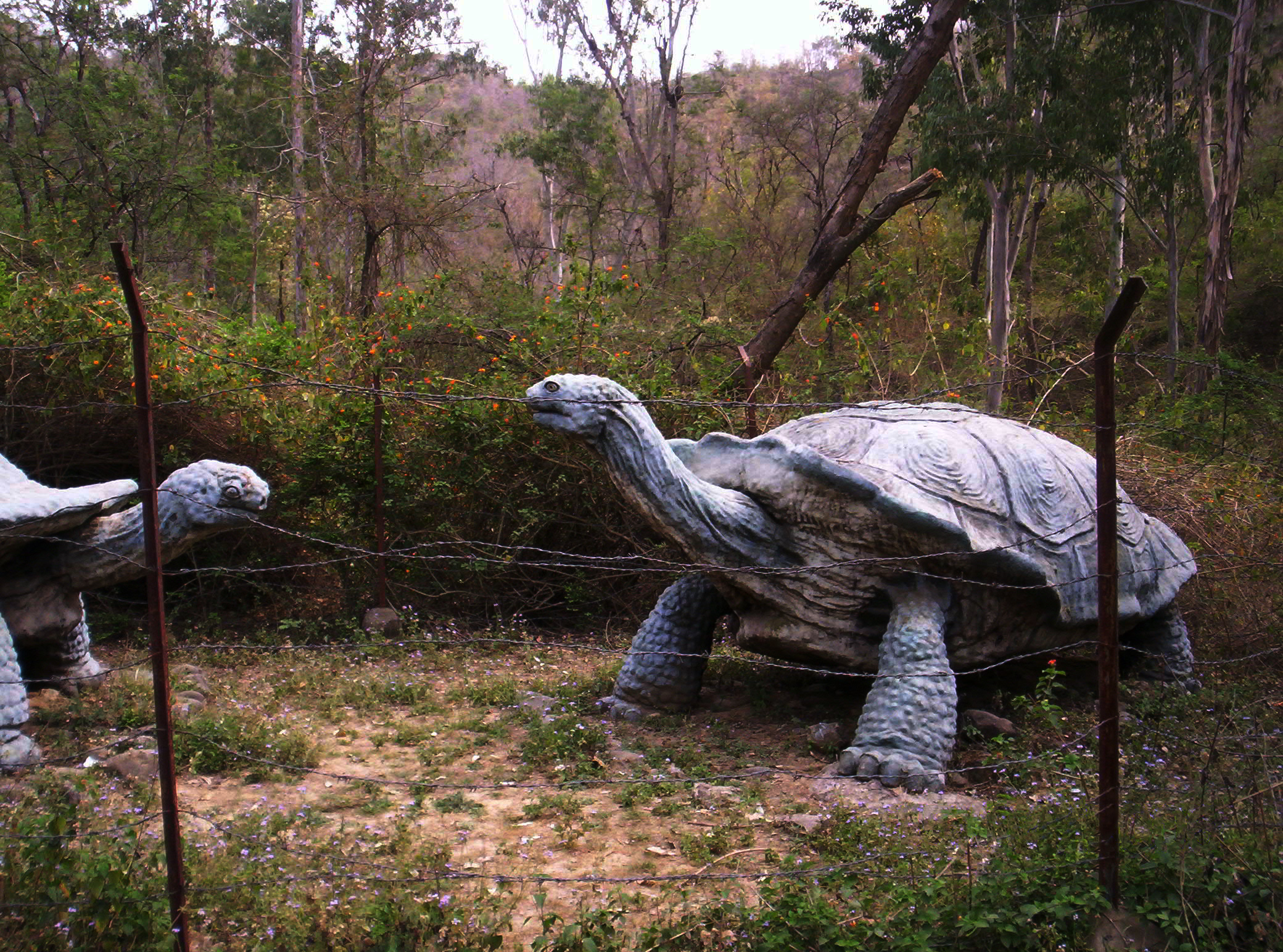
Megalochelys atlas
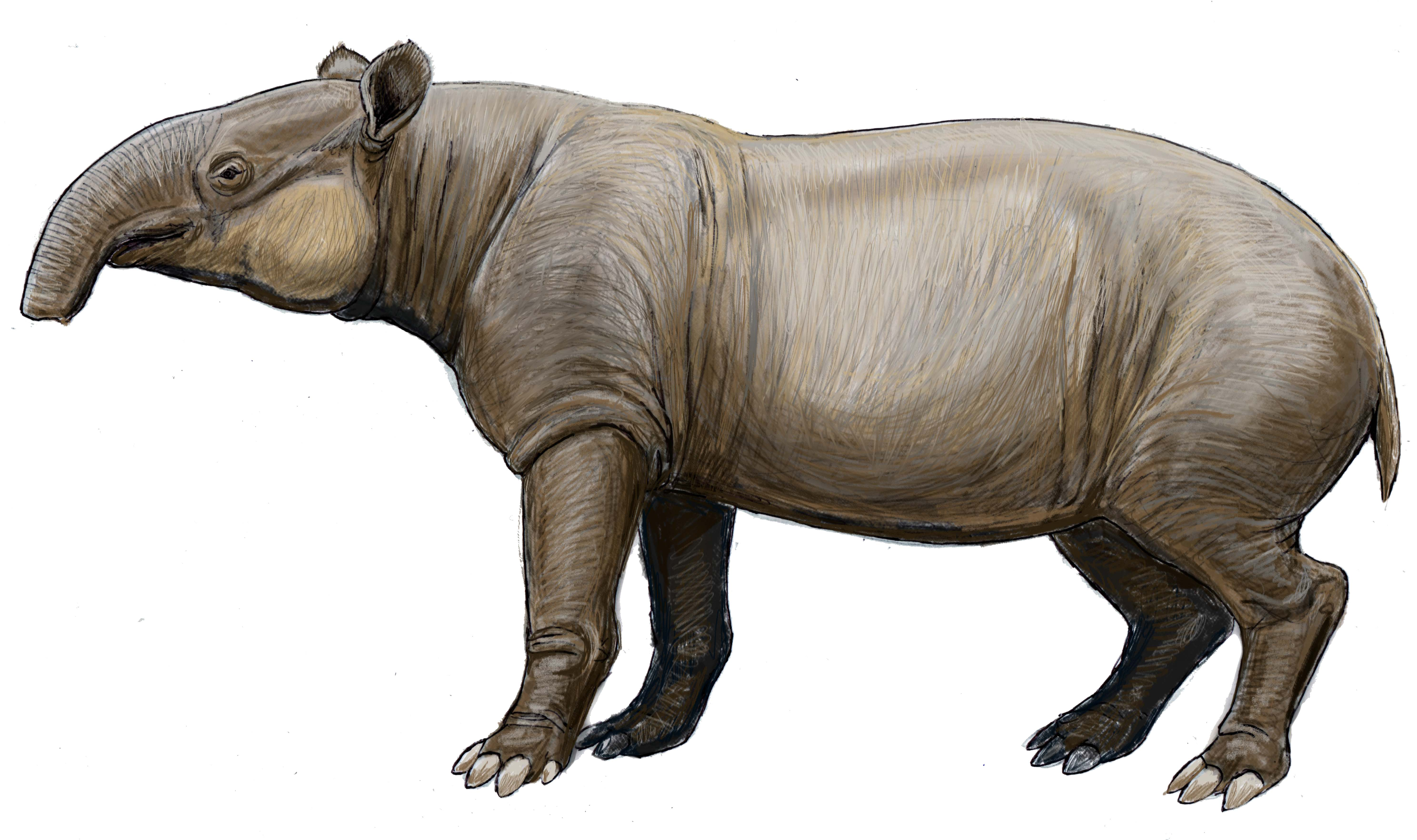
Tapir gigant

### Australasia și Oceania
În Sahul (fostul continent compus din Australia și Noua Guinee), extincțiile au început mai devreme decât în restul lumii Cele mai multe dovezi indică începutul extincției în urmă cu 63.000 de ani și s-a observat un vârf al extincției acum 20.000, după  sosirea umană. În restul Pacificului (alte insule australasiene, cum ar fi Noua Caledonie și Oceania), fauna endemică a pierit, de asemenea, rapid după sosirea oamenilor în Pleistocenul târziu și în  Holocenul timpuriu.

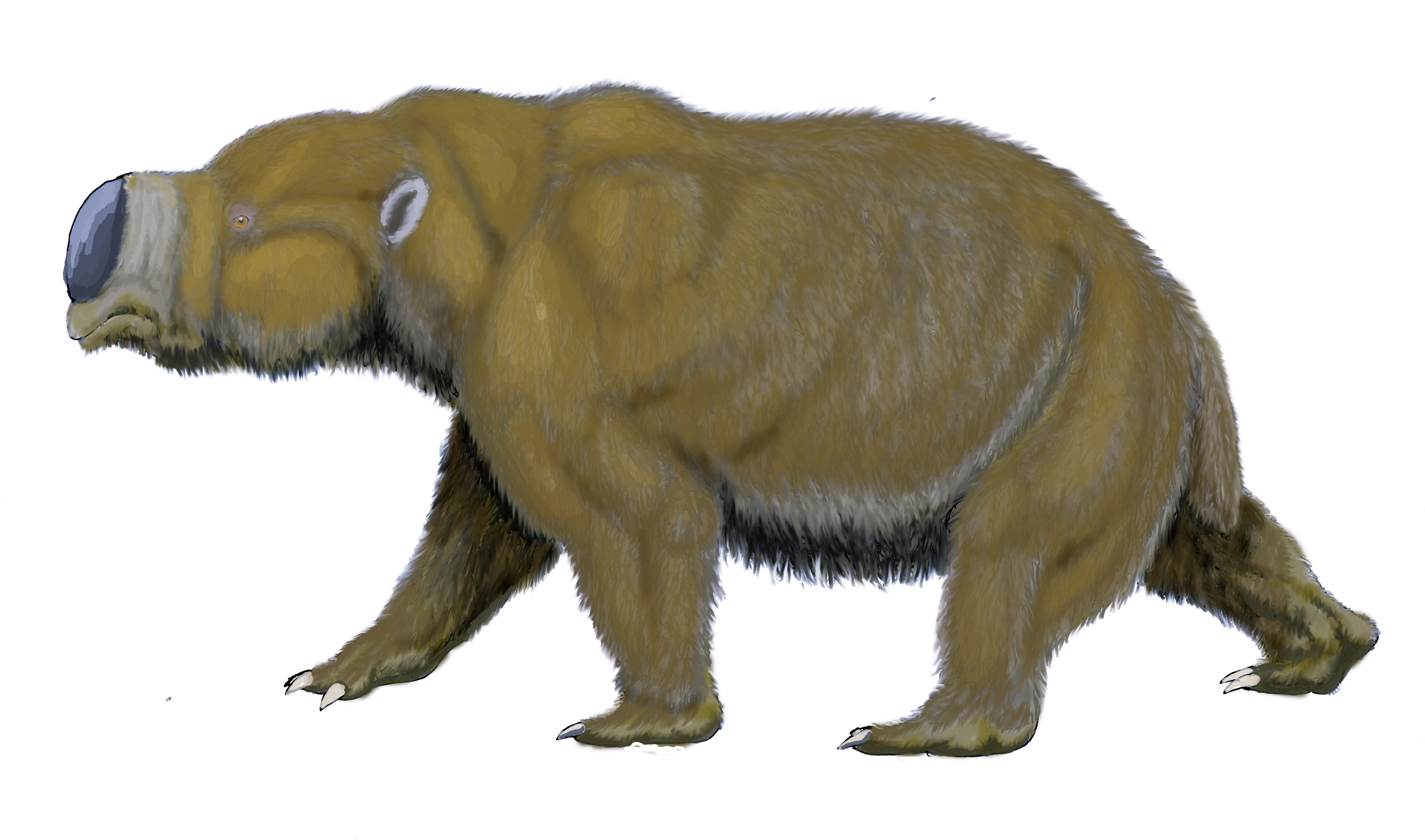
Diprotodon
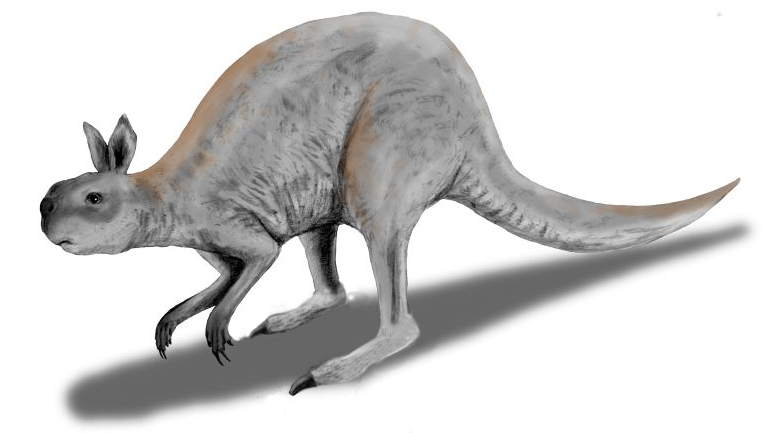
Procoptodon
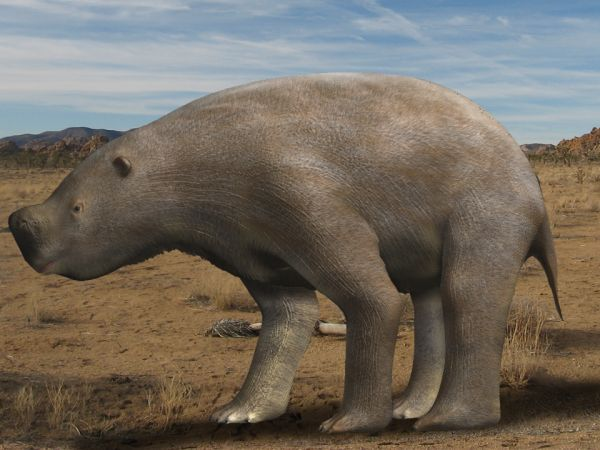
Nototherium
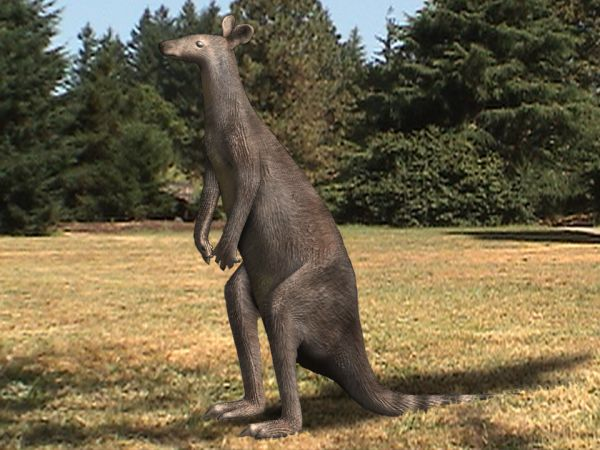
Protemnodon
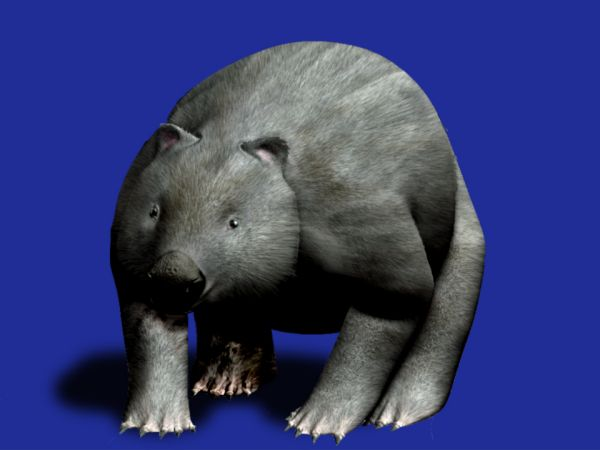
Phascolonus
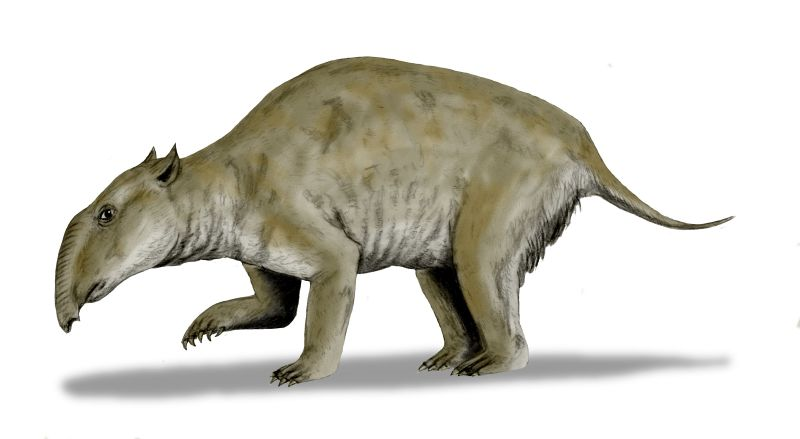
Palorchestes
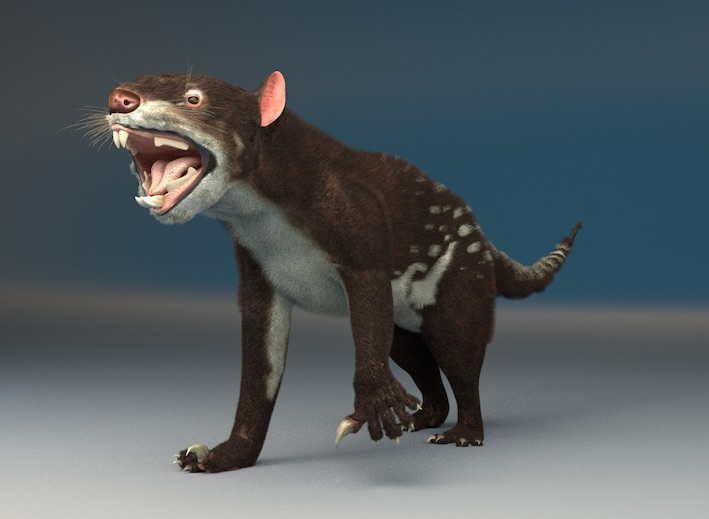
Leu marsupial
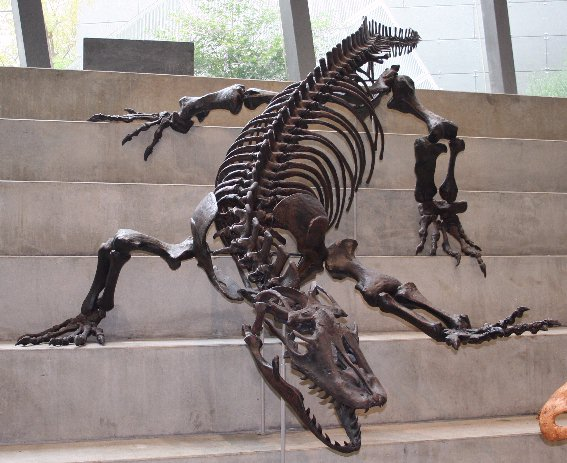
Megalania
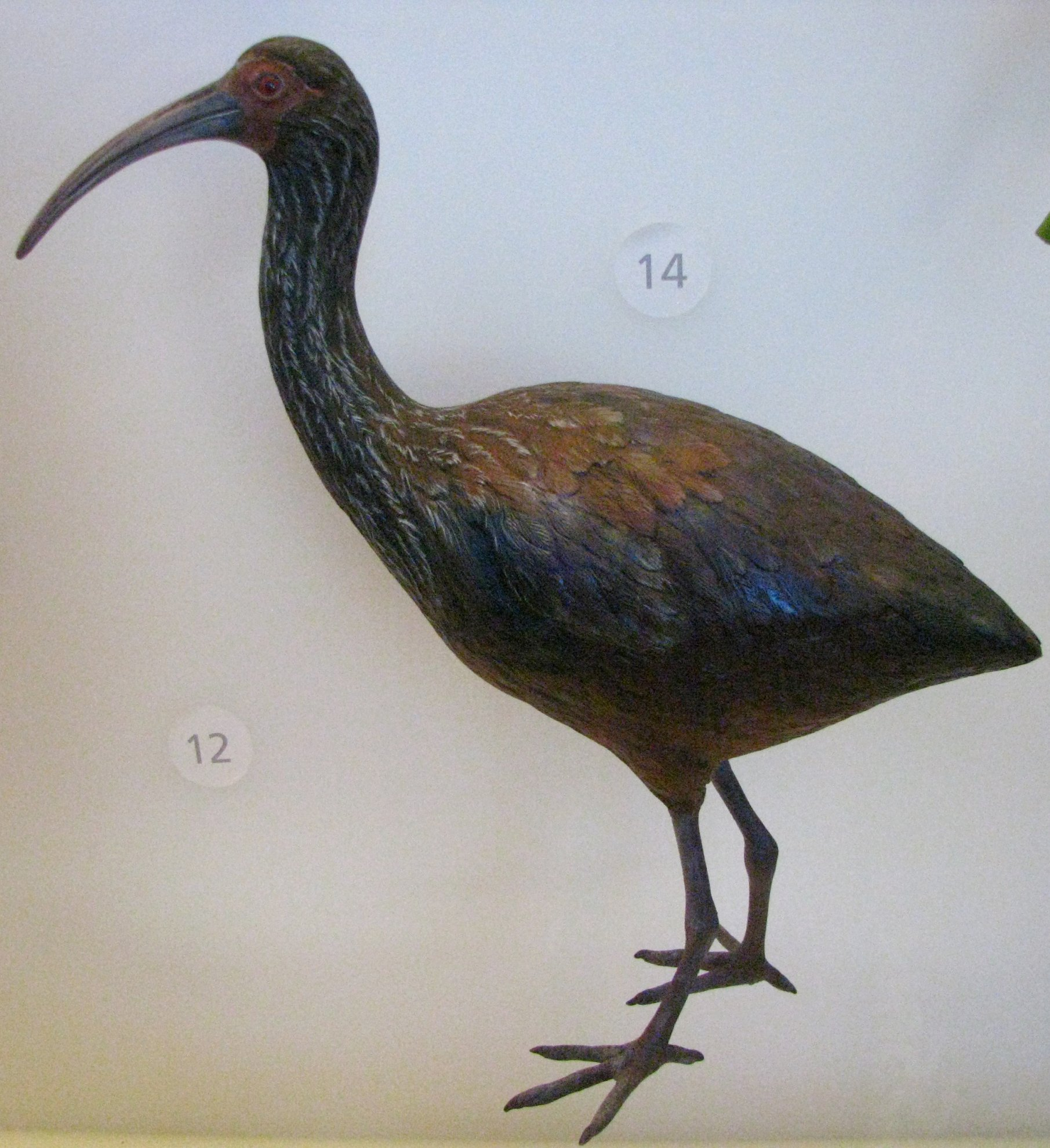
Apteribis

### Europa și Asia de nord
Această geografie se întinde pe întregul continent european până în Asia de Nord, prin Caucaz și Asia Centrală, până în nordul Chinei, Siberiei și Beringiei. În timpul Pleistocenului Târziu, această regiune a fost remarcată pentru marea sa diversitate și dinamismul biomuri, incluzând clima caldă a bazinului mediteranean, păduri temperate deschise, câmpii aride, toate fiind vulnerabile la fluctuațiile climatice severe, a schimburilor dintre perioadele glaciare și interglaciare. Ultimul maxim glaciar a avut loc acum 25.000-18.000 de ani în urmă, când gheața a acoperit mare parte din Europa.
Europa și Asia de nord, fiind mult mai reci și mai uscate decât astăzi, ecosistemul dominant era alcătuit din ierburi și arbuști de salcie. Aceasta a susținut o biotă extinsă de faună ierbivoră care s-a întins spre est, din Spania, în Peninsula Iberică, până în Yukon, în Canada modernă. Zona a fost populată de multe specii de pășuni care se adunau în turme mari, similare ca cele din Africa de azi. Speciile populare care au cutreierat marile pajiști au inclus: mamutul lânos, rinocerul lânos, Elasmotherium, bizonul de stepă, calul pleistocen, boul moscat, Cervalces, ren, antilope. Printre carnivore se numărau leul de peșteră, Homotherium, hiena de peșteră, lupul cenușiu, câinele sălbatic și vulpea artică.
La marginea acestor mari întinderi de pajiști puteau fi găsite mai multe terenuri asemănătoare cu arbuști și păduri de conifere uscate (asemănătoare cu taiga). Megafauna includea: rinocerul lânos, cerbul uriaș, elanul, Cervalces, tarpanul, bourul, bizonul, cămila și cerbii mai mici (Capreolus, Cervus, Moschus). Urșii bruni, ursul de peșteră, lupul, glutonul, linxul, leoparzii și vulpile roșii au locuit, de asemenea, în acest biom. În acest stadiu, tigrii erau prezenți de la marginile Europei de Est din jurul Mării Negre până la Beringia. Ecosistemul montan care includea pajiști montane, păduri de conifere subalpine, tundra alpină a fost ocupat de mai multe specii de animale cum ar fi argali, chamois, ibex, mufloni, iepuri fluierători, lupi, leoparzi, Ursus sp. și lincși; leopardul de zăpadă, iacul și oile de zăpadă populau Asia de Nord. În tundra arctică trăiau ursul polar, lupul de tundră, renul și muscalul.
Alți biomi, deși sunt mai puțini remarcați, au fost importanți pentru contribuția la diversitatea faunei din Pleistocenul târziu din Europa. Pajiști mai calde, cum ar fi stepele temperate și savanele mediteraneene, au găzduit Stephanorhinus, gazelele, bizonul european, struți asiatici, Leptobos, ghepardul și onagrul. Acești biomi conțineau, de asemenea, un sortiment de faună de stepă mamut, cum ar fi antilopa de saiga, leul, Homotherium, hiena de peșteră, lupul, calul pleistocen, bizonul de stepă, Spirocerus, bourul și cămila. Pădurile de conifere, foioase și mediteraneeane găzduiau elefantul cu colți drepți,  Praemegaceros, Stephanorhinus, mistrețul și bovide precum bizonul european și capra caucaziană, specii de urs precum Ursus etruscus, cerbi mai mici și mai multe specii de stepă, cum ar fi linux, tarpan, lup, câinele sălbatic asiatic, elanul, cerbul uriaș, bizonul, leopardul și bourul. Rinocerul lânos și mamutul lânos locuiau ocazional în acești biomi temperați, amestecându-se cu fauna predominant temperată pentru a scăpa de ghețari. În zonele umede mai calde erau prezenți bivoli europeni și hipopotami.
Unele specii dispărute

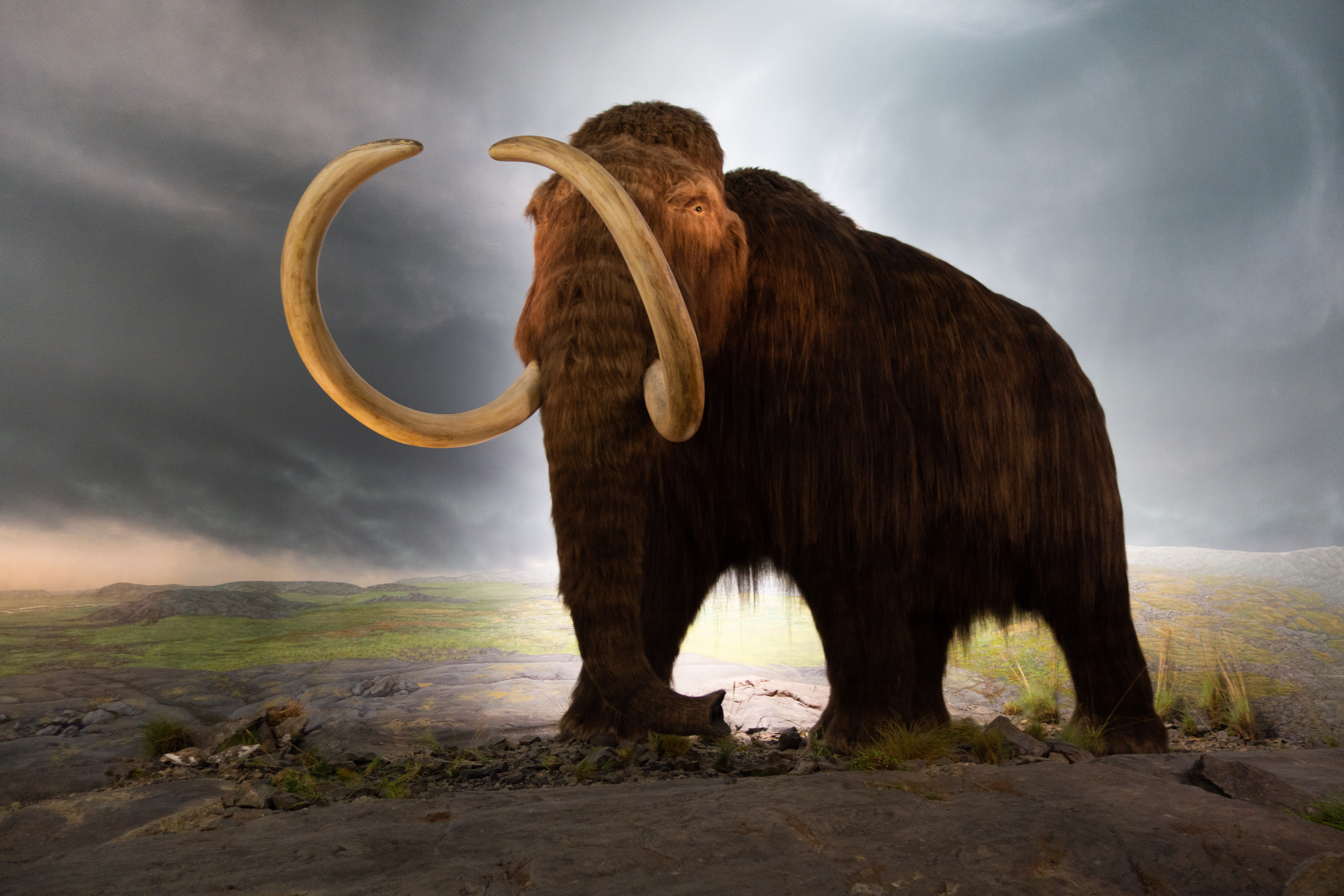
Mamutul lânos
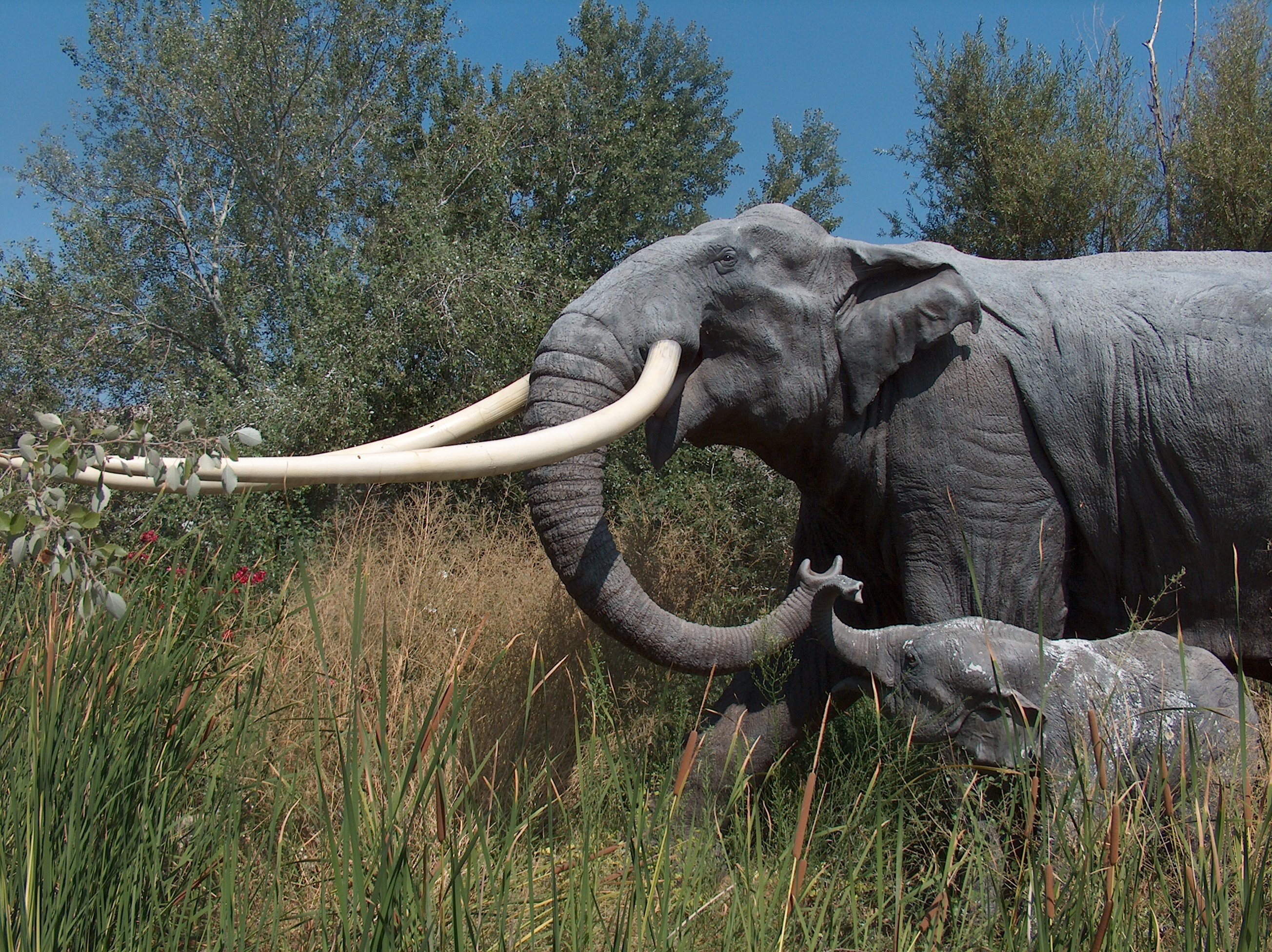
Elefantul cu colți drepți
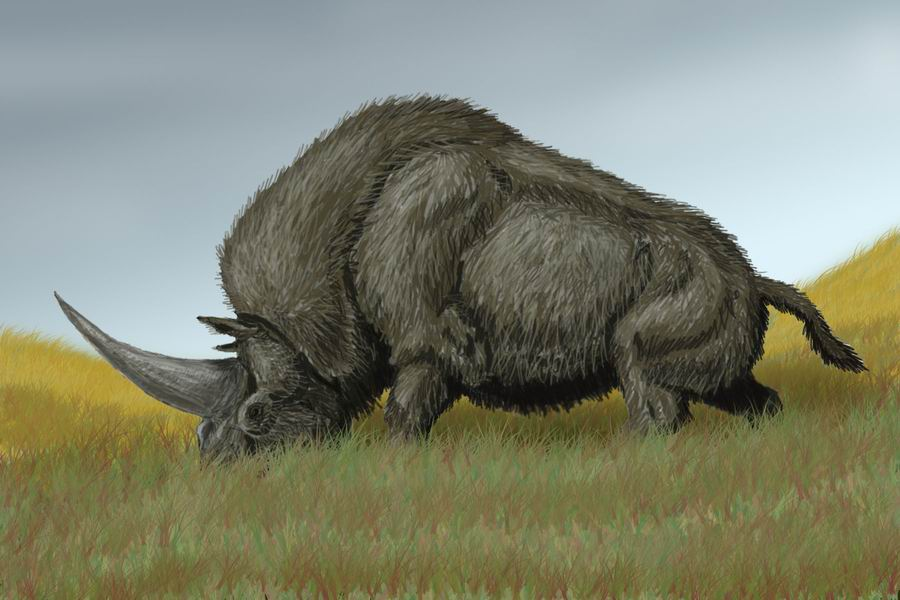
Rinocer
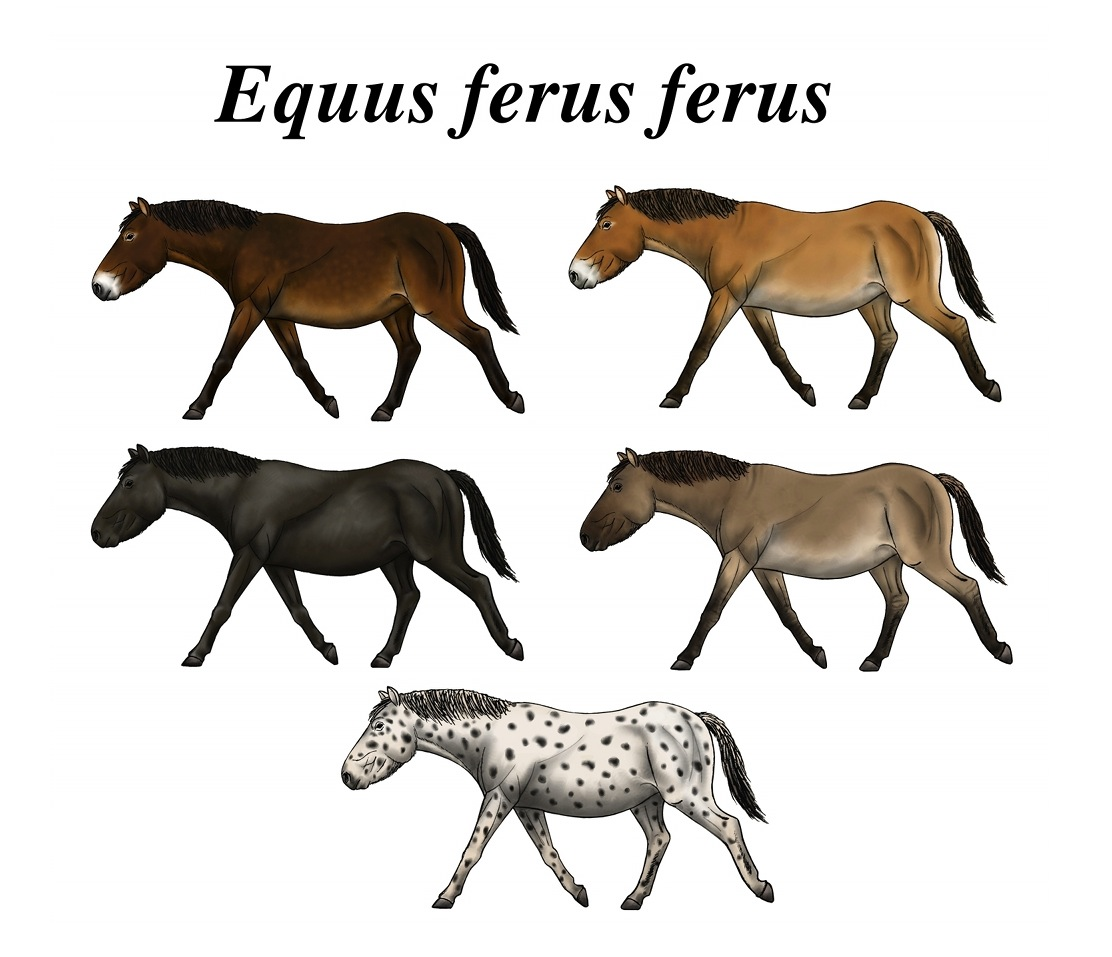
Calul sălbatic
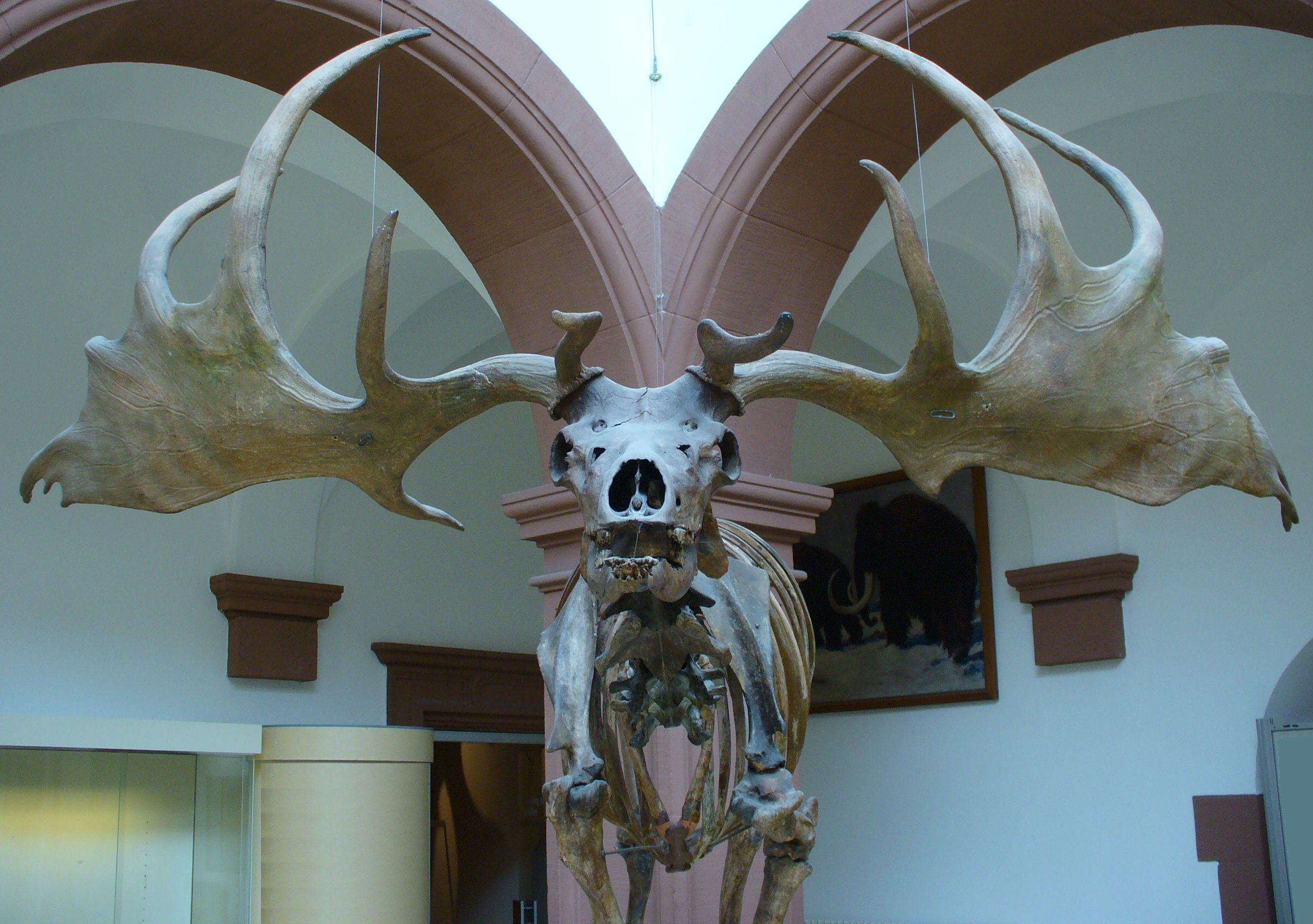
Cerbul uriaș
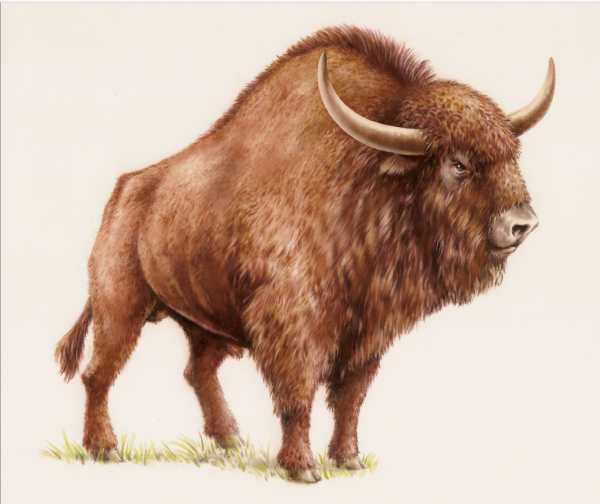
Bizonul de stepă
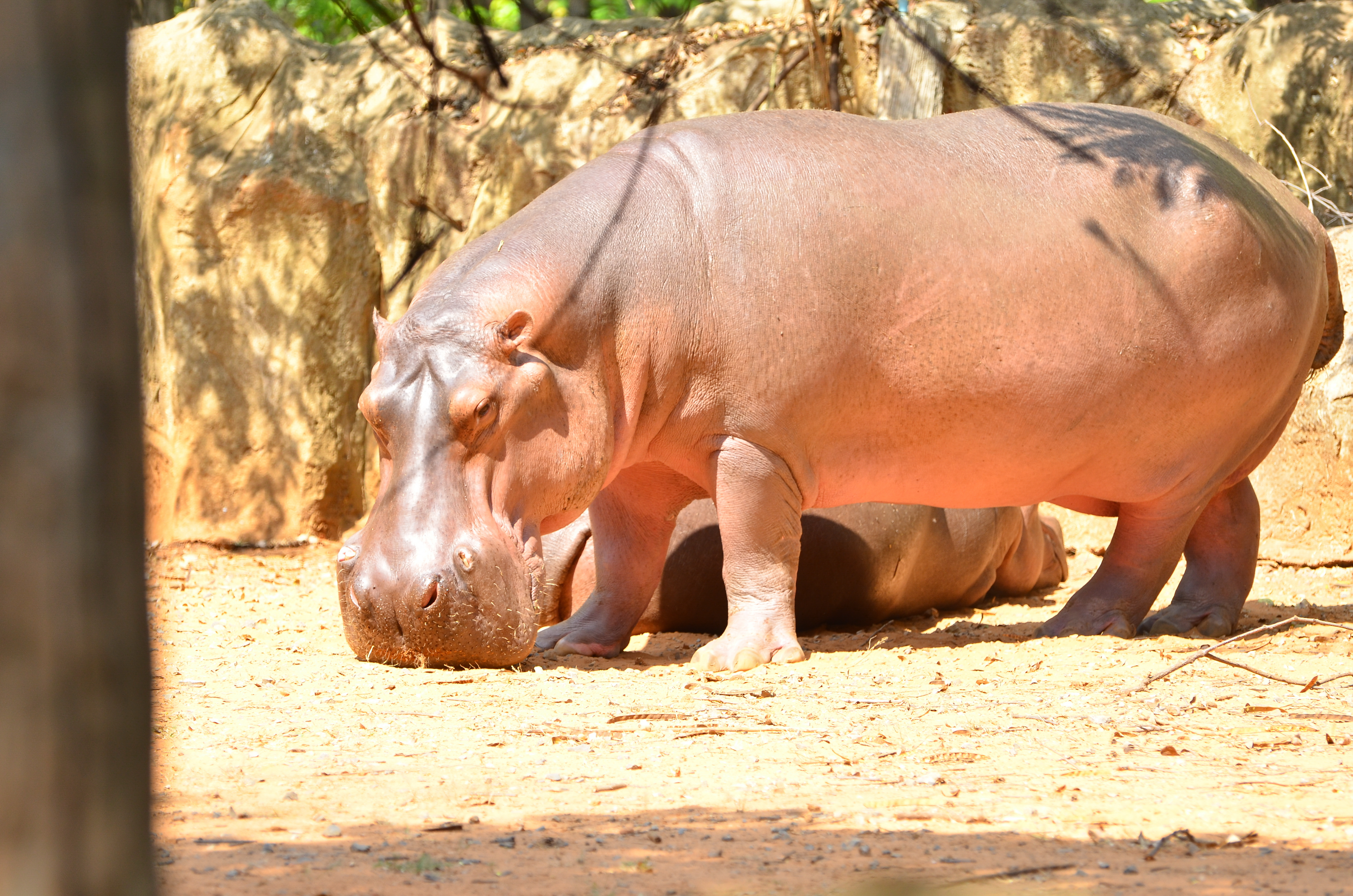
Hipoptamul european
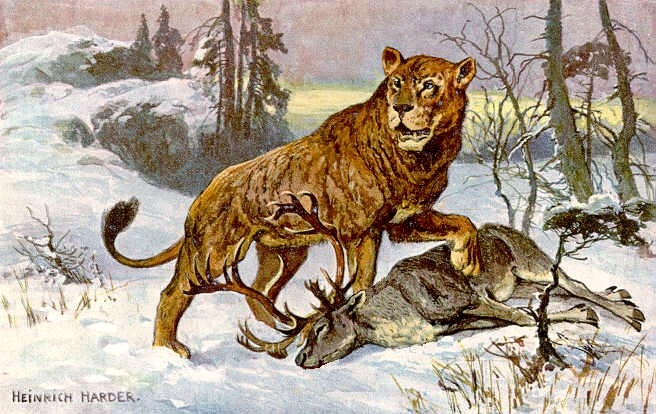
Leul de peșteră european
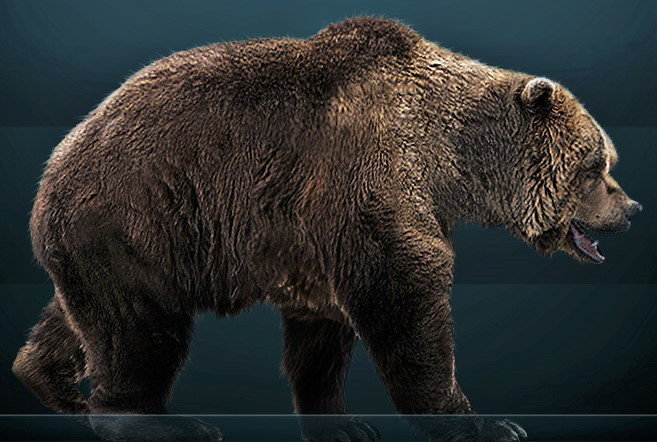
Ursul de cavernă
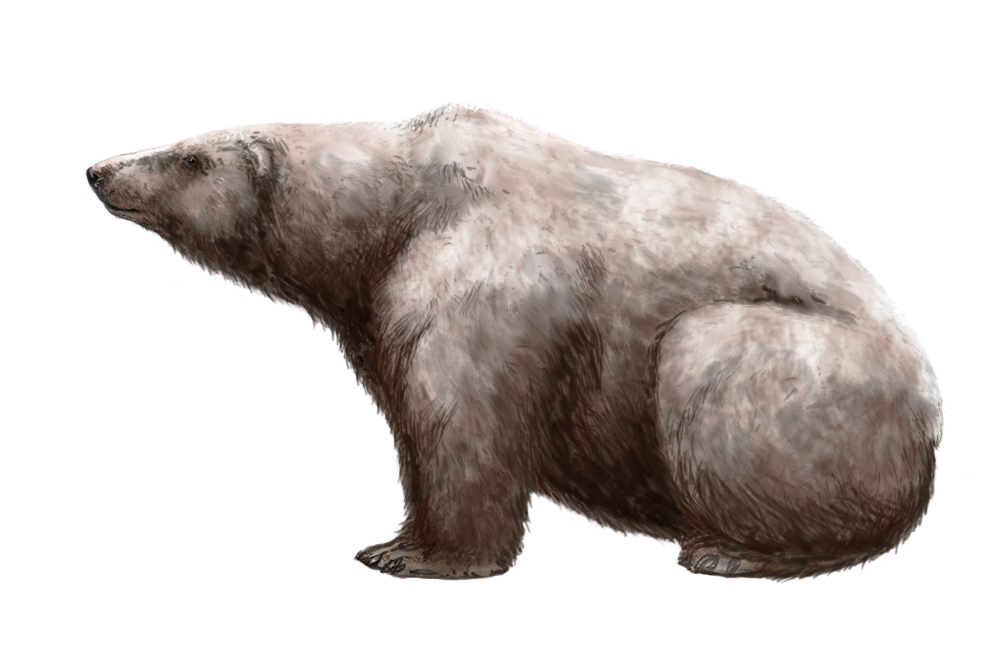
Ursul polar gigant
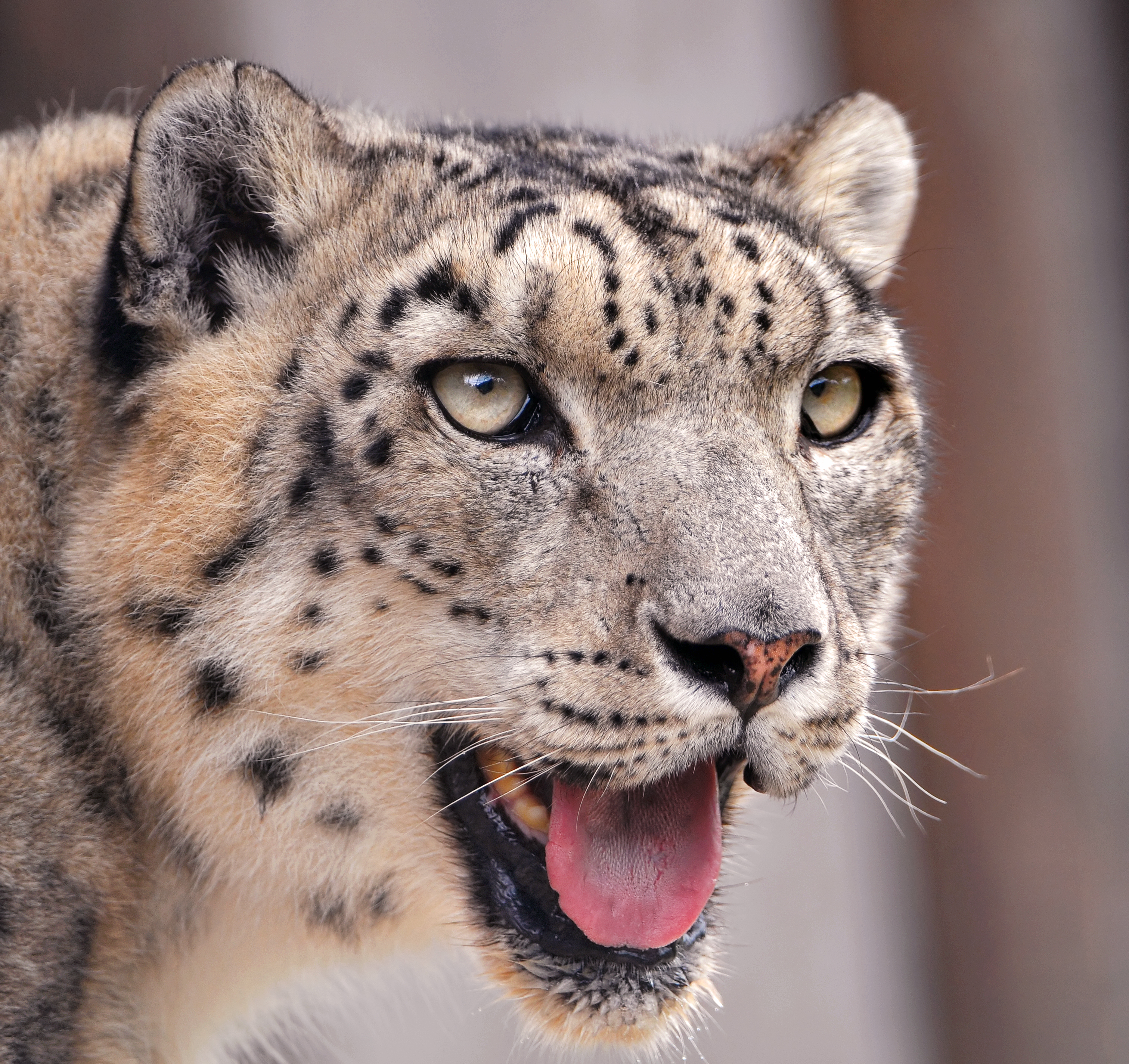
Leopardul zăpezilor
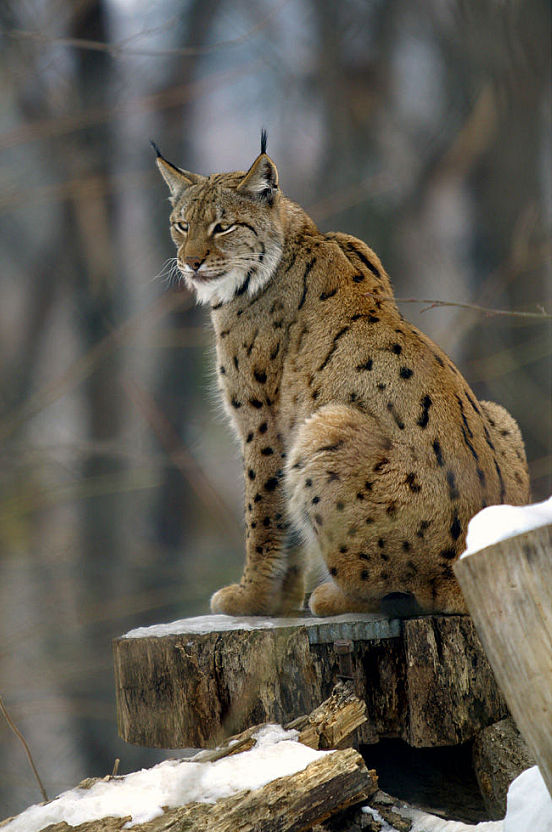
Râs eurasiatic
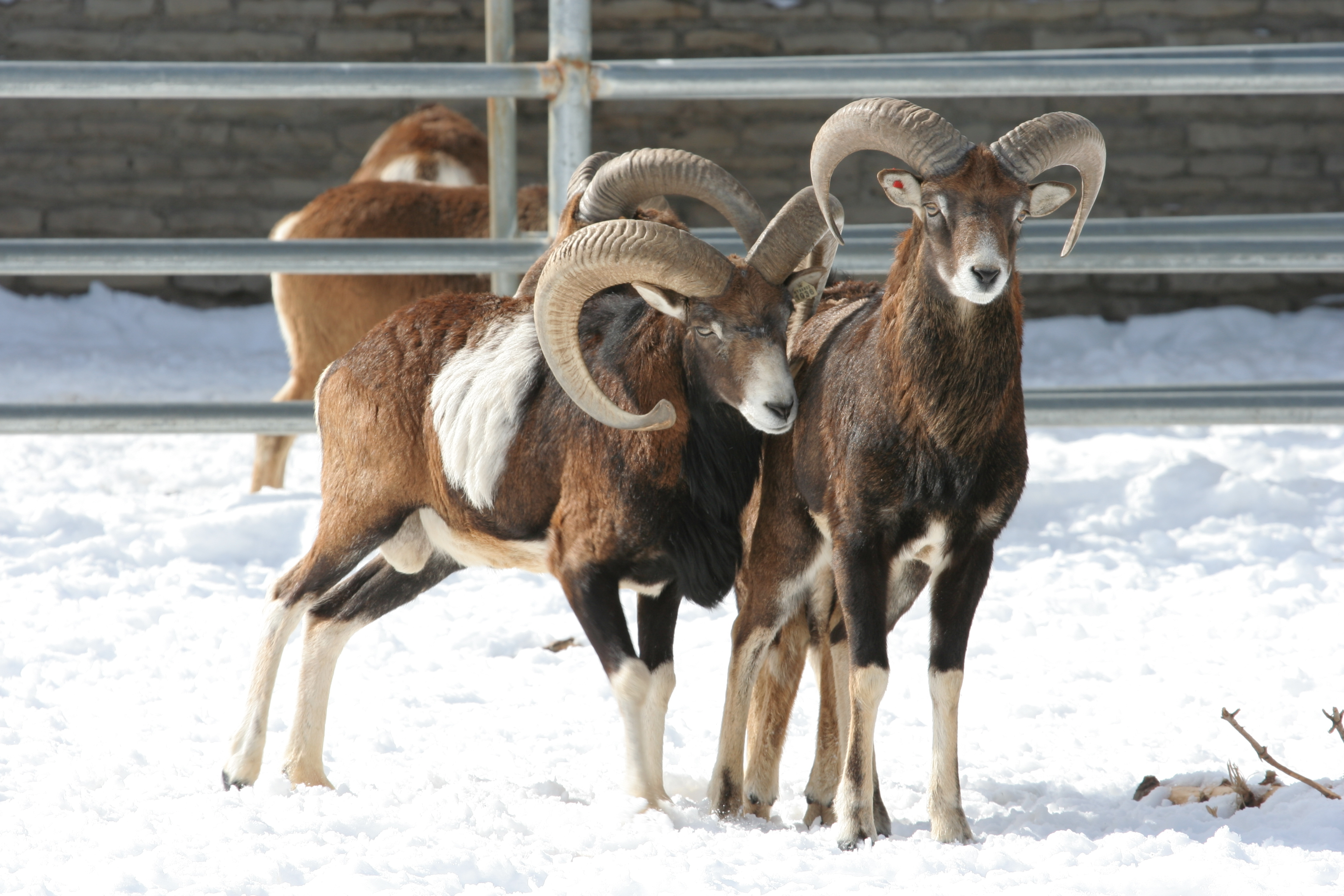
Mufloni
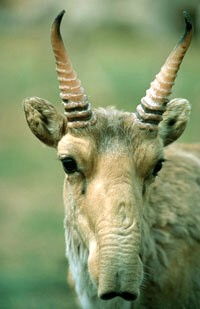
Antilopa Saiga

### America de Nord și Caraibe
În ultimii 60.000 de ani, inclusiv la sfârșitul ultimei perioade glaciare, aproximativ 51 de genuri de mamifere mari au dispărut în America de Nord. După numeroase verificări și comparații ale analizelor cu radiocarburi, majoritatea extincțiilor au avut loc într-o perioadă scurtă, acum 11.500 - 10.000 de ani în urmă. Această perioadă de 1.500 de ani va coincide cu sosirea și dezvoltarea oamenilor din cultura Clovis în America de Nord.
Extincțiile din trecut, care au avut cauze naturale, nu erau antropice, nu erau masive, ci mai degrabă treptate. În același timp, nișele biologice provenite de la animale extincte, datorită netezimii extincțiilor, au reușit să fie ocupate de alte specii care s-au adaptat la noile condiții, spre deosebire de extincția cuaternară care a lăsat neocupate unele nișe ecologice. Printre acestea se numără pasărea Titanis rinocerul Aphelops și hiena Chasmaporthetes.

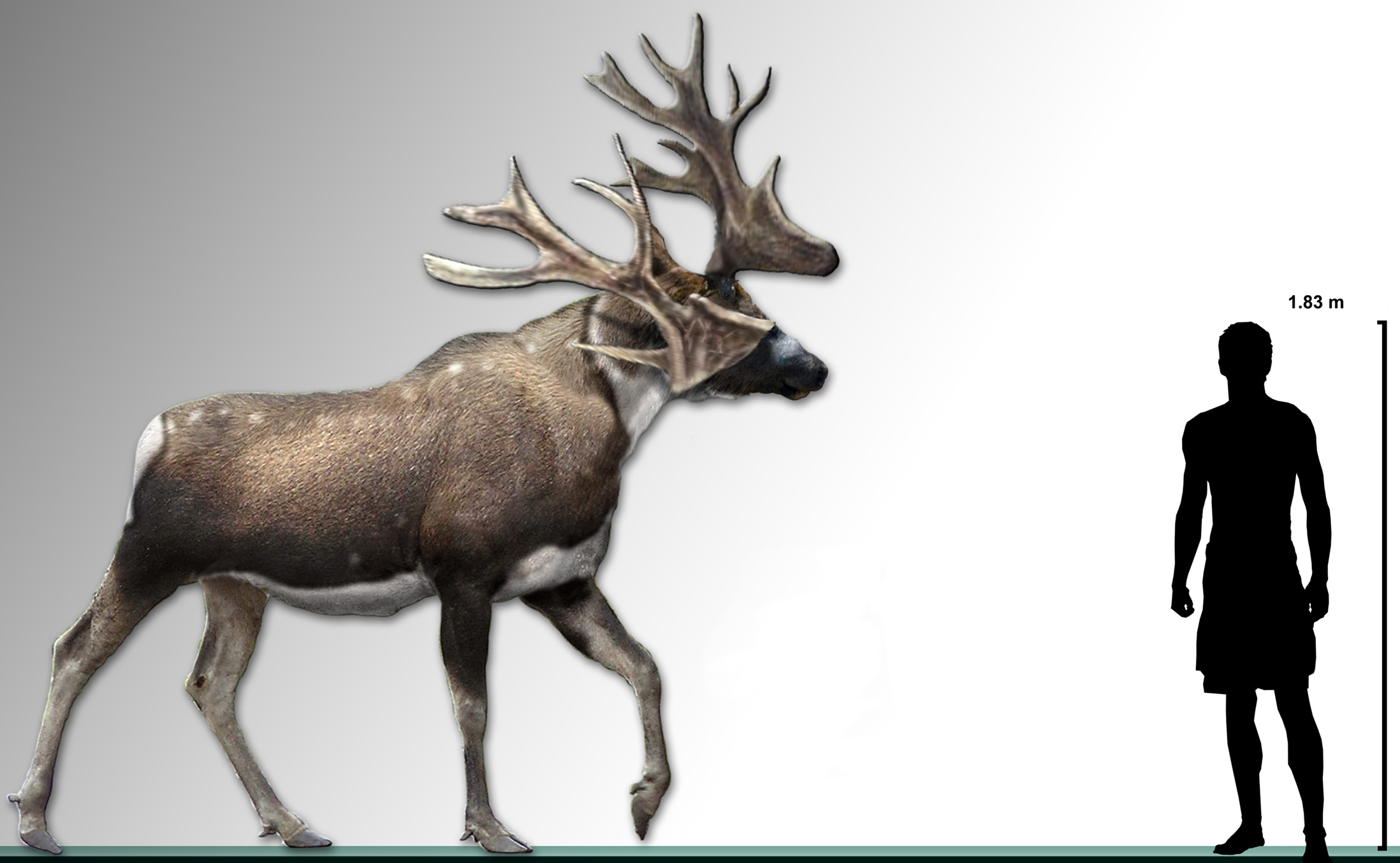
Cervalces scotti
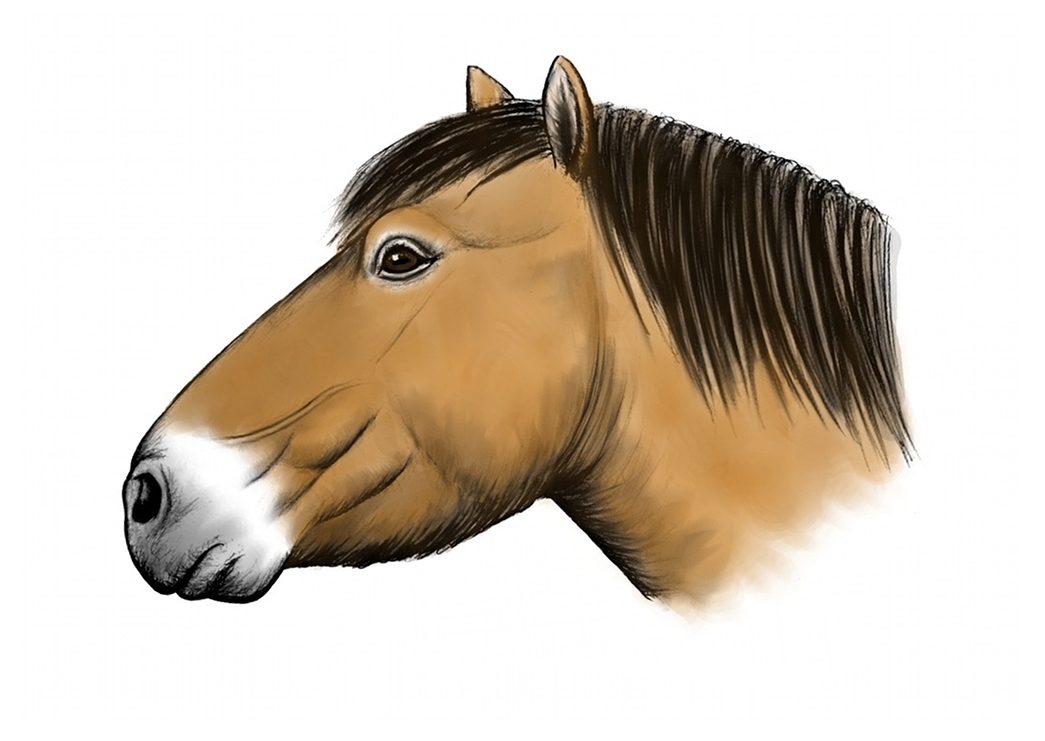
Equus lambei
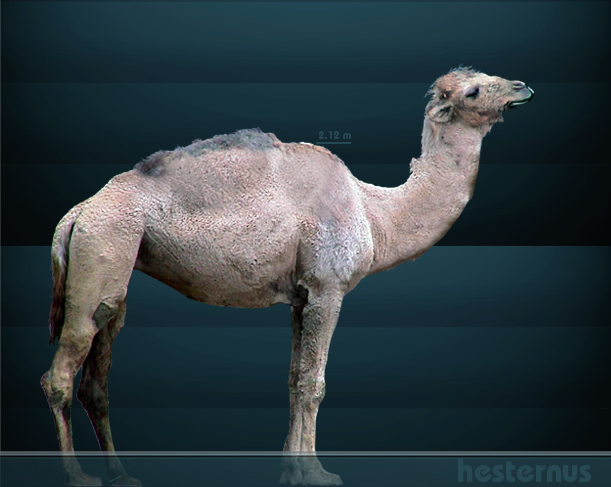
Camelops
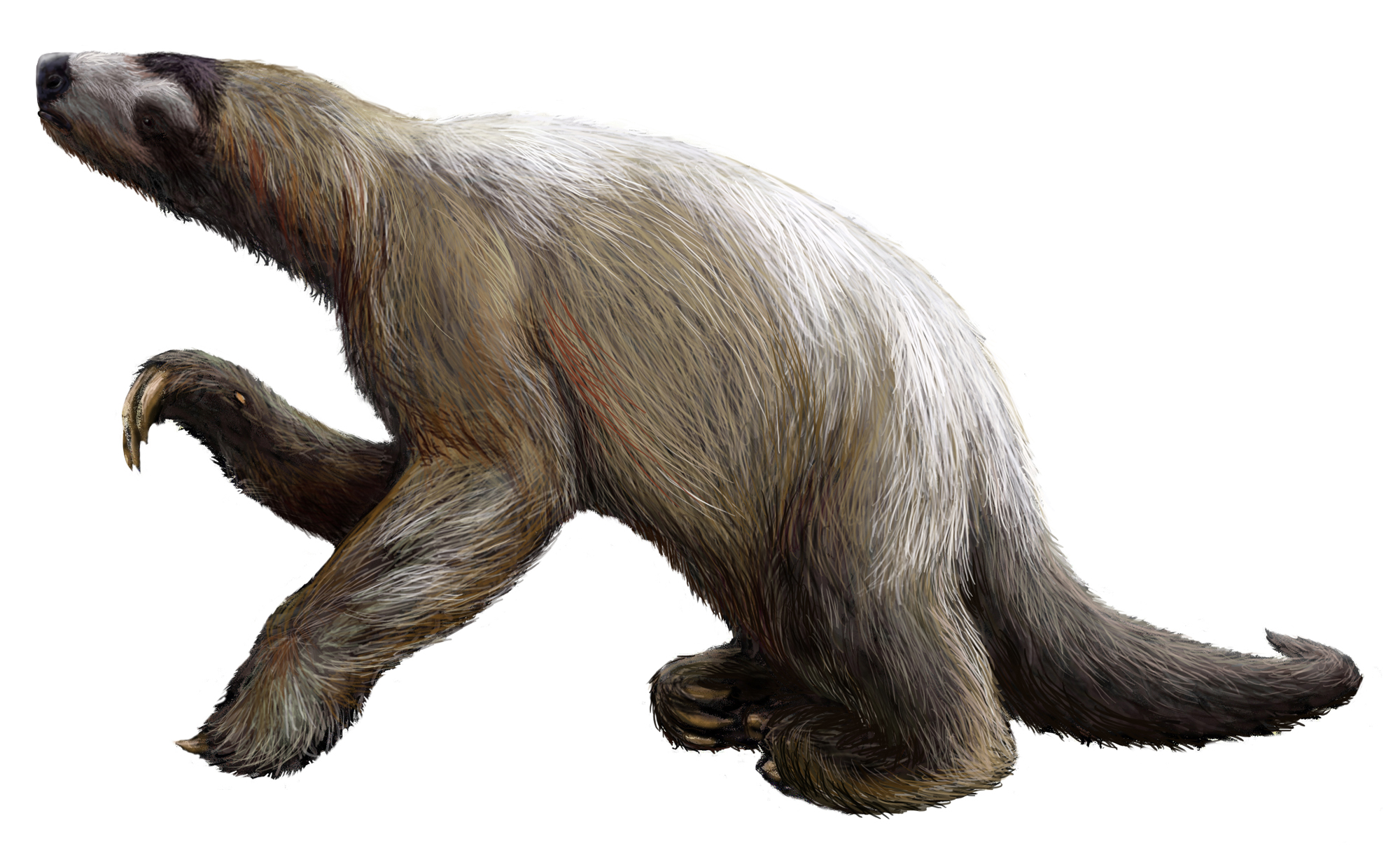
Nothrotheriops
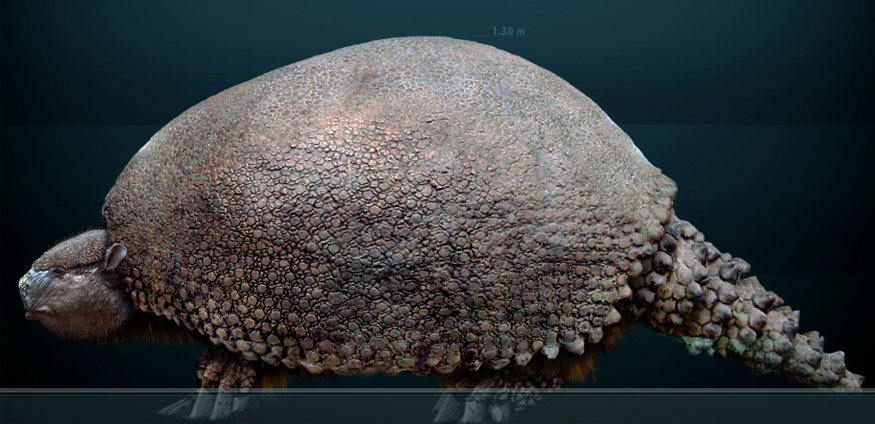
Glyptotherium
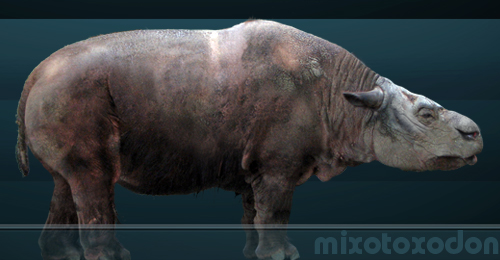
Mixotoxodon
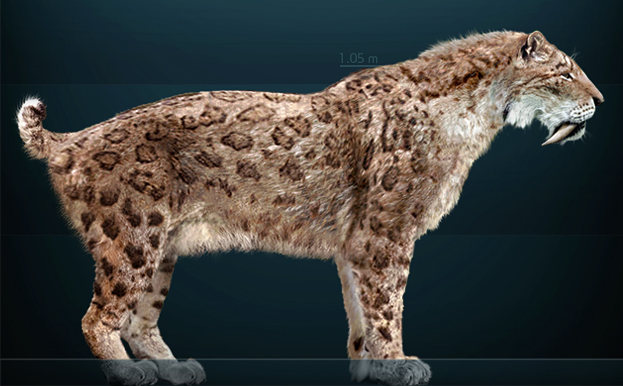
Smilodon
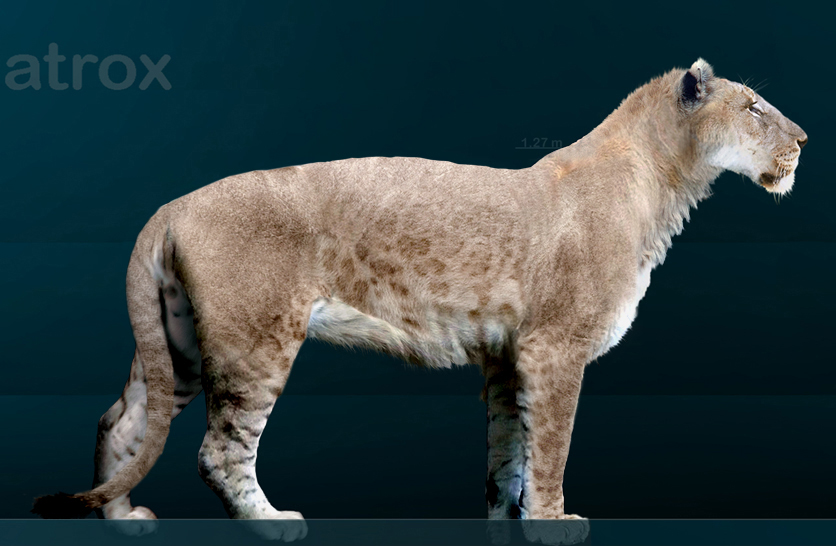
Leul american
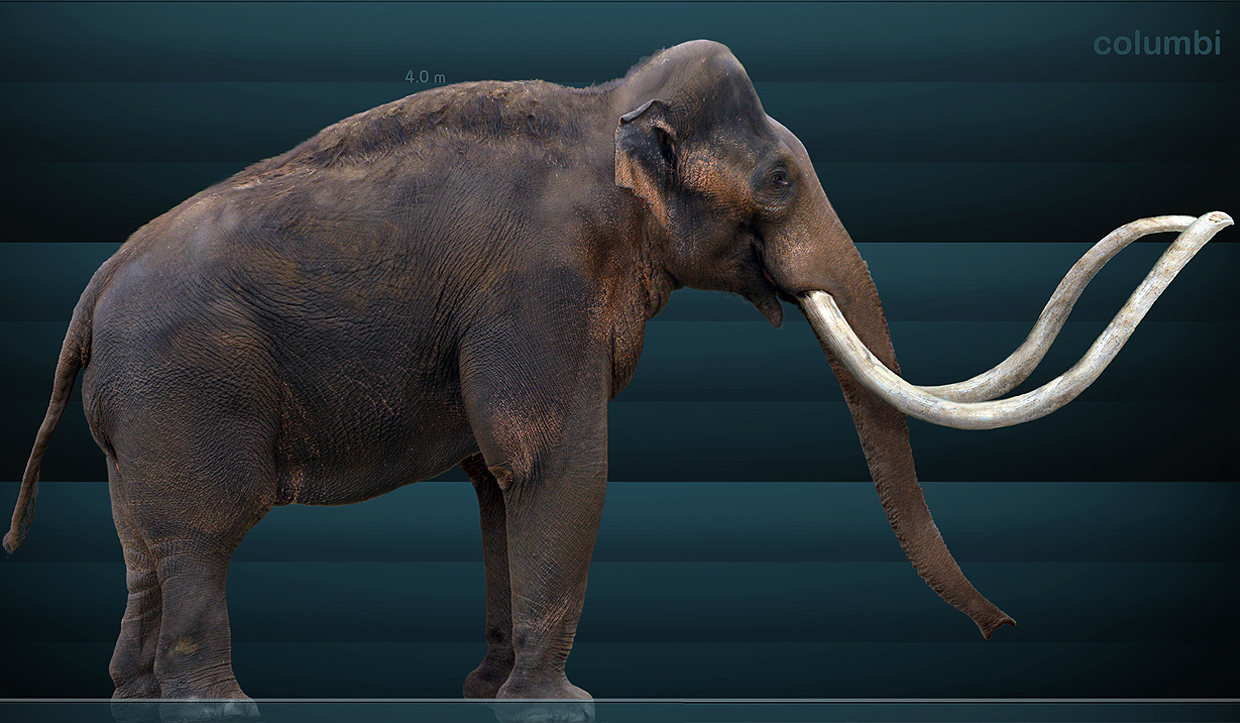
Mamutul columbian
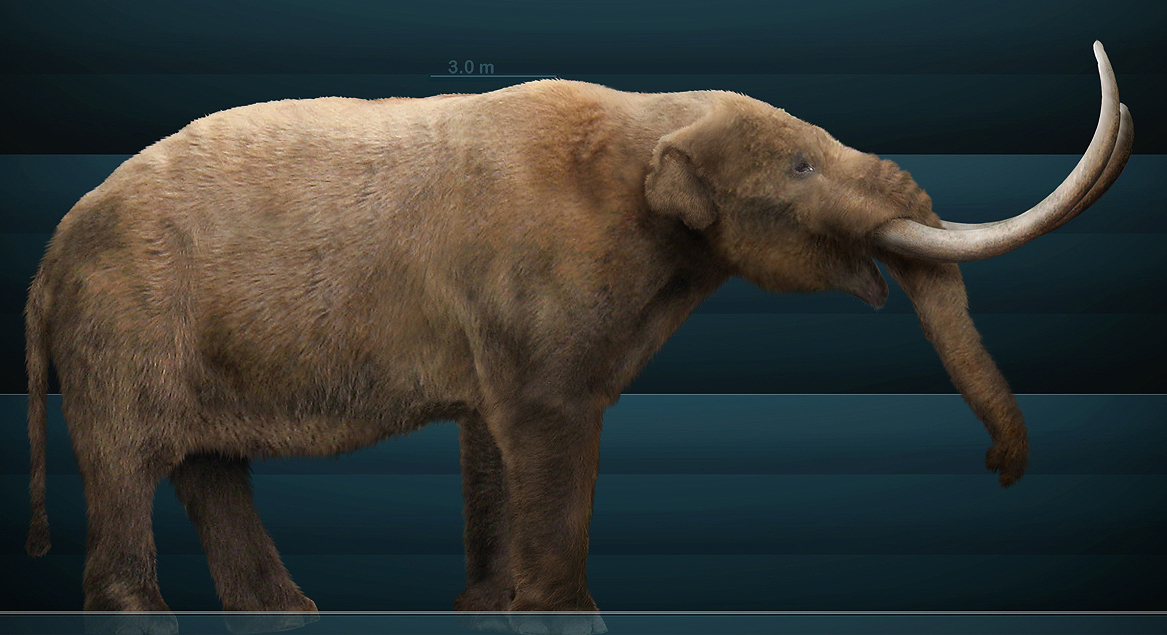
Mastodont